# Roberto Mancini
Roberto Mancini (Jesi, 27 novembre 1964) è un allenatore di calcio ed ex calciatore italiano, di ruolo centrocampista o attaccante.
Soprannominato il Mancio, ha esordito in Serie A con il Bologna nel 1981, non ancora diciassettenne, per poi diventare negli anni a seguire un'icona della Sampdoria, nella quale ha militato per 15 stagioni: della squadra blucerchiata è primatista di presenze e reti avendovi disputato 567 partite e segnato 171 gol, e con la quale vince il primo e finora unico campionato italiano del club. Dopo l'esperienza genovese, ha giocato per un triennio nella Lazio, con la quale vince un campionato italiano e due coppe europee, per poi chiudere la carriera da calciatore dopo una breve parentesi al Leicester City.
Tra il 1984 e il 1994 ha fatto parte della nazionale italiana, con cui ha disputato da titolare il campionato europeo 1988 e partecipato senza giocare al campionato mondiale 1990; meno brillante rispetto a quanto mostrato nelle squadre di club, in maglia azzurra ha totalizzato 36 presenze e 4 reti. Conta, inoltre, 26 apparizioni e 9 gol nell'Italia under 21, con la quale ha preso parte ai campionati europei di categoria del 1984 e del 1986, classificandosi rispettivamente al terzo e al secondo posto.
Avendo vinto sei volte la Coppa Italia, è il giocatore che, a pari merito con Gianluigi Buffon, ha conquistato più volte questo trofeo, nonché quello col maggior numero di presenze nel torneo (120); il suo palmarès annovera anche due Coppe delle Coppe, due scudetti, due Supercoppe italiane e una Supercoppa UEFA. A livello individuale si è aggiudicato due premi agli Oscar del calcio AIC 1997, quando è stato premiato come miglior calciatore italiano e miglior calciatore assoluto; in precedenza aveva vinto per due volte il Guerin d'oro, al termine delle stagioni 1987-1988 e 1990-1991. Nel 2017 è stato insignito del Golden Foot, venendo annoverato tra le Leggende del calcio.
Ritiratosi dal calcio giocato, ha intrapreso la carriera da allenatore, distinguendosi come uno dei migliori tecnici della sua generazione e vincendo numerosi trofei: quattro Coppe Italia, due Supercoppe italiane, tre campionati italiani con l'Inter, vincendo quello del 2006 a diciassette anni di distanza dal precedente; un campionato inglese, nel 2012, a distanza di quarantaquattro anni dal precedente, una FA Cup e una Community Shield alla guida del Manchester City; una Coppa di Turchia alla guida del Galatasaray e, alla guida della nazionale italiana, il campionato europeo 2020, a cinquantatré anni di distanza dalla precedente affermazione. Nel 2015 è stato inserito nella Hall of Fame del calcio italiano, nella categoria Allenatore italiano.

## Biografia
È stato sposato con Federica Morelli, da cui ha avuto tre figli: Filippo (nato a Genova il 13 ottobre 1990), Andrea (nato a Genova il 13 agosto 1992) e Camilla (nata a Genova il 6 febbraio 1997). Il 26 giugno 2015 ha annunciato di aver avviato le pratiche per la separazione e il divorzio dalla moglie. Filippo Mancini ha giocato nelle giovanili dell'Inter e con le maglie di Entella e Manchester City (allenato dal padre nello stesso periodo) senza mai esordire. Anche il fratello Andrea ha giocato nelle giovanili dell'Inter e nel City e, dopo aver giocato in serie minori, ha chiuso la carriera nel 2017 con i New York Cosmos; l’anno seguente ha superato l'esame finale da direttore sportivo a Coverciano  e nel 2022 diventa agente a Londra nella società GiulianiSports LTD del suo ex procuratore e attuale socio Nicola Giuliani  mentre l'anno seguente inizia l'esperienza dirigenziale, prima alla Sampdoria come direttore sportivo  e poi al Barcellona come collaboratore del ds Deco  prima di far ritorno nel 2025 alla Sampdoria.
Nel 1997, ai tempi della Lazio, Mancini fu raggirato nel crack di una finanziaria di Tarquinia.
Il 26 marzo 2009 è stato reso noto l'acquisto da parte di Mancini del 25% della Kifaru, società attiva nella costruzione di barche con sede legale a Firenze. Il 50% dell'impresa è in mano alla famiglia Sarti, mentre il restante è di azionisti minori.
Il 1º dicembre 2014 è stato nominato a Roma Goodwill Ambassador di UNICEF Italia e ha dedicato il titolo ai bambini affetti da AIDS.
L'11 maggio 2016 la Procura di Roma ha chiesto 3 anni e mezzo di reclusione per Mancini, accusato di bancarotta fraudolenta nell'ambito del processo con rito abbreviato per il crack della Img Costruzioni. Poche ore dopo la richiesta del PM, Mancini è stato assolto perché, secondo il GUP, "il fatto non sussiste e non costituisce reato".
Nel maggio del 2021 viene pubblicato La bella stagione, libro scritto insieme a Gianluca Vialli nel quale raccontano la vittoria dello scudetto del 1991 con la Sampdoria. L'anno seguente dal libro verrà tratto l’omonimo docu-film diretto da Marco Ponti.
Il 23 luglio 2021 l’Università degli Studi di Urbino "Carlo Bo" gli conferisce la laurea honoris causa in Scienze dello Sport.
Negli anni 2020, oltre ad essere uomo immagine di Richard Mille e global brand ambassador di Paul&Shark, è diventato testimonial negli spot di Lidl, Poste Italiane, Regione Marche, TIMvision (con Lino Banfi), Facile Ristrutturare (con Paola Marella), Telepass (con Matteo Pessina, Matteo Cancellieri ed Elena Linari)  e della Presidenza dei Consiglio dei Ministri per sensibilizzare i giovani sul tema della droga.

## Caratteristiche tecniche

### Giocatore

Mancini si esibisce in un colpo di tacco – gesto tra i più noti del suo bagaglio tecnico – con la maglia della Sampdoria nel 1996

Fantasista, capace di giocare sia come centrocampista offensivo sia come seconda punta, prediligeva effettuare passaggi smarcanti per i compagni piuttosto che concludere a rete, ma era abile anche in fase realizzativa, al punto da essere talvolta impiegato come centravanti: a detta del suo ex allenatore Renzo Ulivieri, Mancini avrebbe potuto affermarsi come erede di Roberto Boninsegna se avesse giocato costantemente da prima punta. Giocatore carismatico e dal carattere acceso, è ritenuto uno dei massimi «specialisti» del dribbling della sua epoca; le notevoli qualità tecniche gli consentivano di dare una svolta improvvisa alle partite, nonostante il suo rendimento fosse discontinuo.
Secondo il parere di Vujadin Boškov, le doti caratteriali di Mancini lasciavano intravedere, al termine del suo percorso da calciatore, una possibile carriera da allenatore (che si concretizzò effettivamente), sebbene il tecnico serbo lo ritenesse maggiormente adatto a mansioni dirigenziali.

### Allenatore
Una volta sedutosi in panchina, agli esordi il tecnico jesino mostrò una certa affinità con la filosofia calcistica del suo mentore Boškov, spingendo sull'innovazione e prediligendo un calcio improntato «più al gioco che ai risultati», spesso affidandosi a calciatori più di talento che di sostanza. Ciò si traduceva tuttavia in squadre che non riuscivano a concretizzare la grande mole di gioco prodotta, sicché ben presto l'allenatore abbracciò l'idea del «dominio fisico delle partite» attraverso la costruzione di «una diga muscolare sulla mediana»; una soluzione quest'ultima mutuata da un altro dei suoi maestri, Sven-Göran Eriksson.
Le successive innovazioni portate nella disciplina dal guardiolismo – supremazia della tecnica, ricerca dell'identità tattica e valore della progettualità a lungo termine – influenzarono e ridisegnarono anche la proposta calcistica di Mancini il quale, al contrario, si era fin lì creato la fama di «allenatore pragmatico, poco spettacolare e "costoso"» per via degli ingenti investimenti che richiedeva ai suoi club in sede di mercato, cosa che nel frattempo l'aveva fatto scivolare ai margini del calcio di vertice. Il passaggio sulla panchina della nazionale italiana coincise infatti per il tecnico jesino con la riscoperta delle idee d'inizio carriera, con un gioco «più moderno» e la predilezione verso giovani di prospettiva anziché nomi già affermati. Tra le tattiche più utilizzate dalla nazionale italiana da lui guidata è presente un riadattamento del cosiddetto falso nove ideato dallo stesso Pep Guardiola, ovvero la predilezione per l'utilizzo di attaccanti esterni anche in posizione centrale con lo scopo di creare ampi spazi più facilmente attaccabili, cercando allo stesso tempo di non dare punti di riferimento alla difesa avversaria.

## Carriera

### Giocatore

#### Club

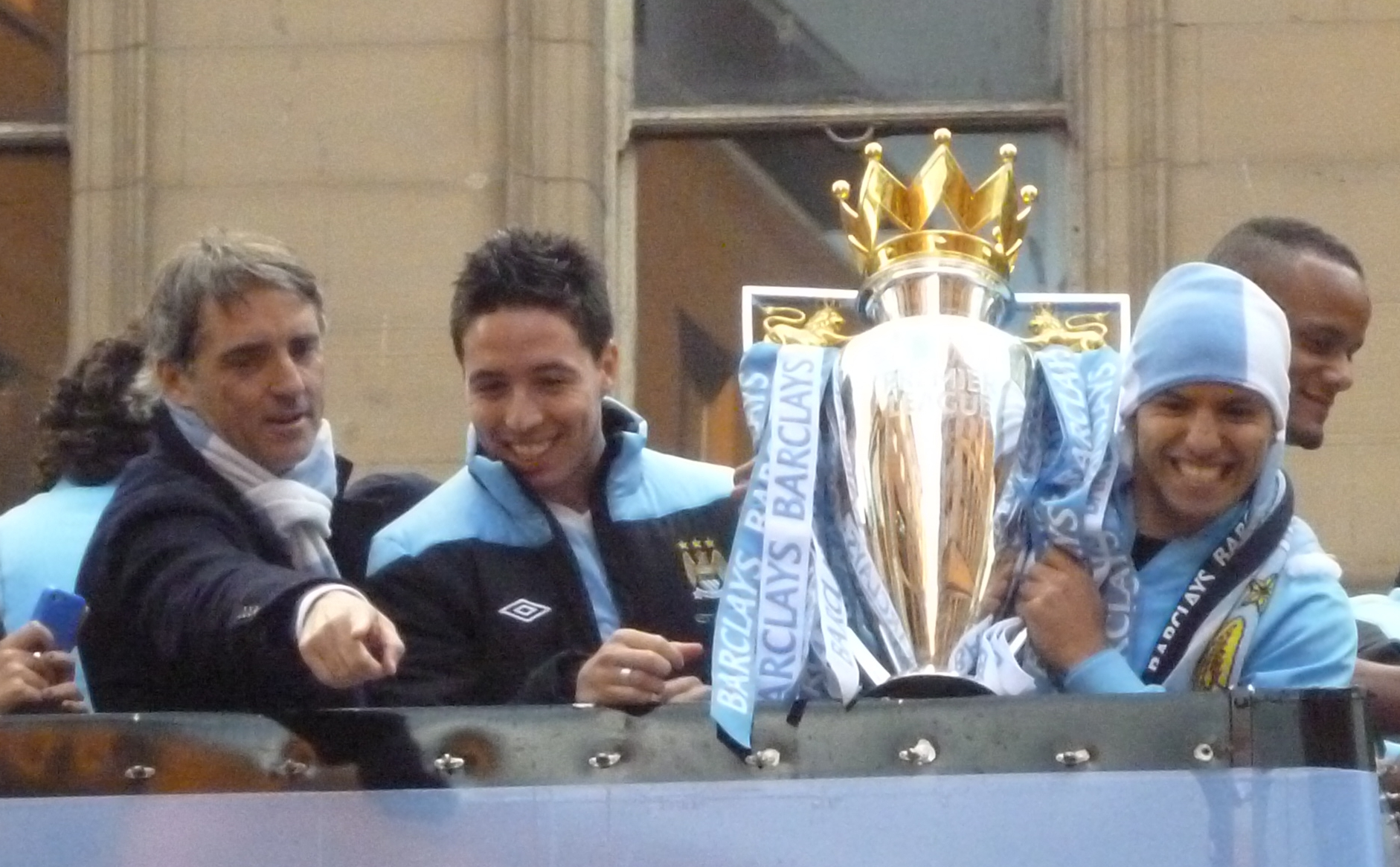
Mancini, assieme a Nasri e Agüero, festeggia la vittoria del Manchester City nella Premier League 2011-2012

##### Bologna

Un giovane Mancini al Bologna, a fianco dello juventino Galderisi, due tra le maggiori rivelazioni della Serie A 1981-1982

A soli tredici anni venne segnalato a Marino Perani, all'epoca responsabile del settore giovanile del Bologna, che lo ingaggiò per 700.000 lire dopo un breve provino. Dopo tre anni trascorsi tra i Giovanissimi, a sedici anni Mancini esordì nella squadra Primavera.
Esordì il 6 settembre 1981 in Coppa Italia, subentrando a inizio ripresa a Chiorri in Bologna-Reggina, terminata 2-2. Una settimana più tardi fece il suo esordio in Serie A, nella gara Bologna-Cagliari (1-1), diventando il sesto giocatore più giovane a esordire in Serie A. Mancini svilupperà lungo la sua carriera un legame particolare con la Coppa Italia, aggiudicandosela per 6 volte da giocatore e 4 da allenatore e divenendo inoltre il calciatore con più presenze (120) nella stessa.
Realizzò la sua prima rete in massima serie a Como, il 4 ottobre 1981, fissando il risultato di Como-Bologna sul 2-2, al 78' dopo che la sua squadra si era trovata in svantaggio di due reti. Durante il suo primo campionato di Serie A, fu presente in tutte e 30 le gare e mise a segno 9 gol. Il Bologna non riuscì, però, a evitare la sua prima retrocessione in Serie B.
Durante la sua esperienza bolognese contribuì inoltre a vincere il Campionato Allievi Professionisti, il primo per il Bologna.

##### Sampdoria

Mancini in azione alla Sampdoria nel corso degli anni 80

Nell'estate 1982 il presidente della Sampdoria Paolo Mantovani, estremamente determinato a portare Mancini a Genova, pagò al Bologna 4 miliardi di lire, una cifra notevole per quei tempi, più i cartellini di Galdiolo, Roselli, Brondi e Logozzo. Arrivato alla Sampdoria, Mantovani lo trattò come il suo pupillo: tanta predilezione venne ripagata da Mancini non soltanto con una serie di soddisfazioni che segnarono la storia della società blucerchiata, ma con un affetto che va ben oltre le vicende professionali. Rimase alla Sampdoria fino alla stagione 1996-1997. Siglò la sua prima rete ufficiale con la Sampdoria e la prima rete in carriera in Coppa Italia il 1º settembre 1982, al 63' di Sampdoria-Brescia, dopo essere subentrato all'inizio del secondo tempo a Paolo Rosi. Fece il suo esordio con la maglia blucerchiata in campionato, partendo tra gli 11 titolari, nella gara Sampdoria-Juventus (1-0), il 12 settembre 1982.
Nella Sampdoria, Mancini e Gianluca Vialli formarono una delle coppie d'attacco più prolifiche di sempre sotto rete, venendo subito soprannominati gemelli del gol. Il primo trofeo ufficiale di Mancini e della Sampdoria fu la Coppa Italia 1984-1985, ottenuta grazie alla doppia vittoria nella finale contro il Milan. Sotto la guida tecnica di Boskov, arrivato a Genova nell'estate 1986, vinse uno scudetto nel 1990-1991 e 2 Coppe Italia nel 1987-1988 e nel 1988-1989. A questi trofei si aggiunge una Supercoppa italiana, conquistata nel 1991 ai danni della Roma, grazie a una sua rete al 75'. Con Eriksson sulla panchina blucerchiata arrivò la quarta Coppa Italia nel 1993-1994.

I gemelli del gol della Sampdoria, Vialli e Mancini, nell'estate 1991

Per quanto concerne il versante europeo, la Sampdoria di fine anni ottanta e inizio anni novanta fu tra le maggiori protagoniste: dopo essere stata sconfitta in finale dal Barcellona nella Coppa delle Coppe 1988-1989, si aggiudicò la stessa nel 1989-1990, avendo la meglio in finale sull'Anderlecht per 2-0 grazie a una doppietta di Vialli, quindi disputò di diritto, come vincitrice della Coppa delle Coppe, la Supercoppa Europea 1990, perdendola contro il Milan che in quella stagione aveva vinto la Coppa dei Campioni, dopo aver pareggiato in casa 1-1 ed aver perso in trasferta 2-0. Nella stagione 1991-1992 Mancini e la Sampdoria disputarono la quarta finale europea in quattro anni: stavolta però era in palio il massimo trofeo continentale, la Coppa dei Campioni. La Sampdoria venne sconfitta ai supplementari ancora una volta dal Barcellona, che si impose per 1-0 grazie a una rete di Koeman al 112'.

##### Lazio
Giunse a Roma, sponda Lazio, nell'estate 1997. L'arrivo di Mancini, che seguì quello dell'allenatore Eriksson e al quale seguirono nei due anni successivi quelli degli altri ex doriani Veron, Mihajlović e Lombardo, coincise con l'apertura del ciclo di vittorie nazionali e internazionali della squadra del presidente Cragnotti sul finire degli anni 1990.
Mancini si presentò ai tifosi biancocelesti con la rete del vantaggio in Lazio-Napoli 2-0 del 31 agosto 1997, sua partita d'esordio all'Olimpico. Mise subito la firma anche nel suo primo derby, siglando la rete d'apertura in Roma-Lazio 1-3 del 1º novembre 1997. Si esaltò nelle sfide stracittadine: in Lazio-Roma 4-1 del 6 gennaio 1998 realizzò con un pallonetto da fuori area il terzo gol biancoceleste, mentre in Lazio-Roma 3-3 del 29 novembre 1998 realizzò una doppietta, segnando il primo gol con un colpo di tacco, suo marchio di fabbrica. Un altro tacco, ancor più memorabile perché acrobatico, è quello con cui segnò a Gianluigi Buffon la seconda rete biancoceleste in Parma-Lazio 1-3 del 16 gennaio 1999. Il 14 maggio 2000, a 35 anni, giocò l'ultima partita con la maglia biancoceleste all'Olimpico.

Mancini alla Lazio nel 1998, in contrasto sull'interista Ronaldo

Nelle tre stagioni romane con la Lazio Mancini vinse uno storico scudetto, il secondo del club biancoceleste, nel campionato 1999-2000 (che coincise anche con il centenario biancoceleste), l'ultima edizione della Coppa delle Coppe (1999), una Supercoppa UEFA battendo i campioni d'Europa del Manchester Utd (1999), due Coppe Italia (1998 e 2000) e una Supercoppa italiana (1998).

##### Leicester City e ritiro
Nonostante avesse annunciato il 23 maggio 2000 il ritiro dall'attività agonistica, assumendo il 19 luglio l'incarico di vice allenatore della Lazio, il 18 gennaio 2001 tornò sui suoi passi, firmando un contratto semestrale da giocatore con il Leicester City. La sua permanenza in Inghilterra durò tuttavia solo un mese, nel corso del quale ebbe modo di scendere in campo con la maglia dei biancoblu in 4 partite di Premier League e 1 di FA Cup, le ultime della sua carriera di calciatore, senza siglare reti: il 22 febbraio 2001 appese definitivamente gli scarpini al chiodo, una volta ricevuta la possibilità di allenare la Fiorentina.

#### Nazionale

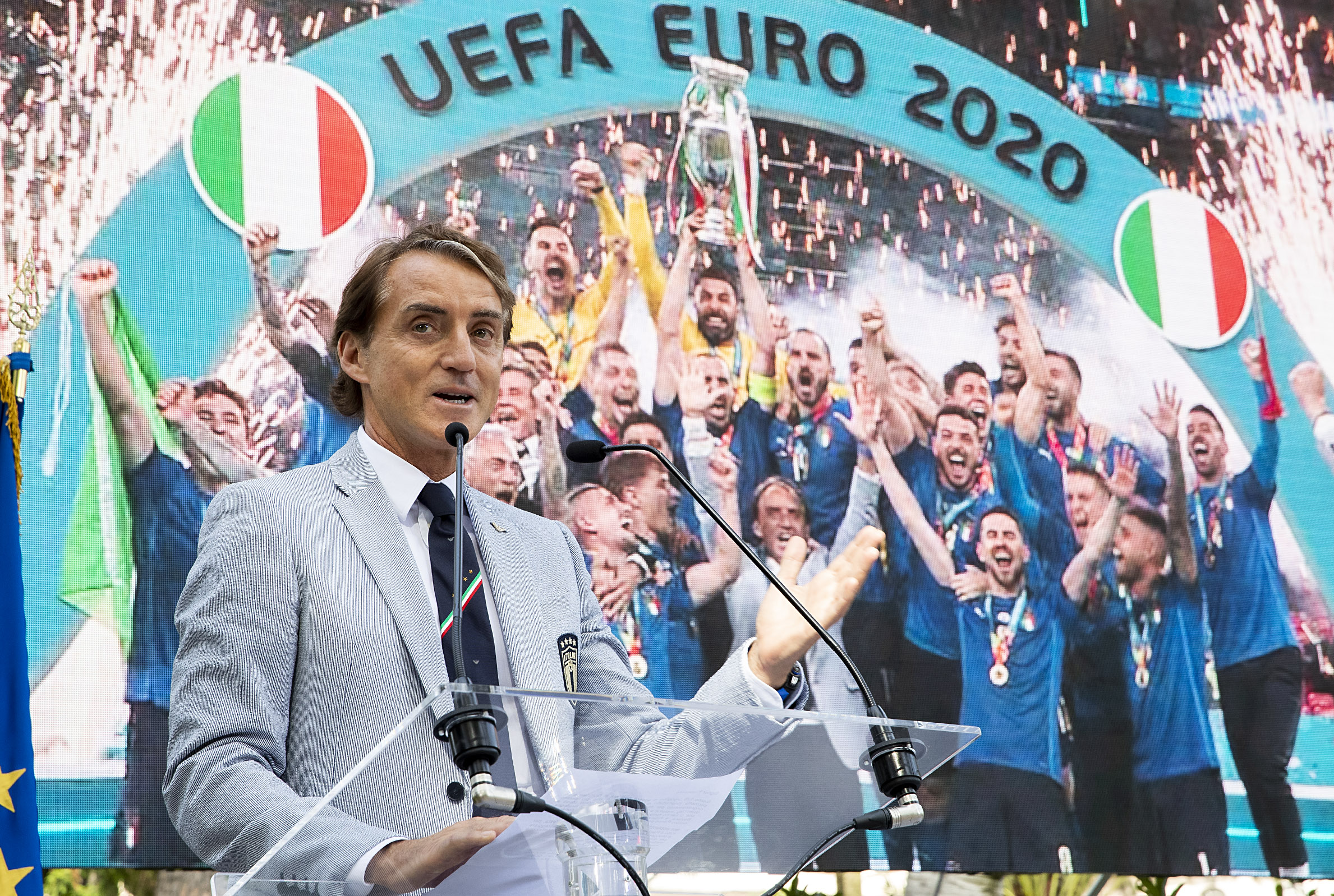
Mancini ospite con gli Azzurri ai giardini del Palazzo del Quirinale dopo la vittoria del nel luglio 2021

##### Nazionale Under-21

Mancini (accosciato, secondo da destra) in nazionale per la fase finale del

Fece il suo esordio non ancora diciottenne nella Italia under 21 di Azeglio Vicini, il 10 ottobre 1982, in Austria-Italia (1-1). Data la sua giovane età, riuscì a far parte di due bienni dell'Under-21: il 1982-1984 e il 1984-1986. Quest'ultimo culminò a Valladolid nella finale del campionato d'Europa 1986, con la sconfitta ai tiri di rigore per mano della Spagna il 29 ottobre 1986, giorno dell'ultima partita di Mancini con l'Under-21. Era la squadra di cui facevano parte, tra gli altri, Gianluca Vialli, Walter Zenga, Riccardo Ferri, Giuseppe Giannini, Roberto Donadoni, Nicola Berti e Fernando De Napoli, tutti poi chiamati, assieme allo stesso Mancini, a disputare il campionato del mondo 1990 con la nazionale maggiore, sempre agli ordini di Vicini.
Nell'Under-21 totalizzò 26 presenze, mettendo a segno 9 reti.

##### Nazionale maggiore
Il primo approccio di Mancini con la nazionale avvenne durante la gestione di Enzo Bearzot, che lo convocò per la prima volta nel 1984, in occasione di una tournée di amichevoli in Nord America: l'esordio arrivò il 26 maggio a Toronto, a 19 anni, nella vittoria per 2-0 contro il Canada, subentrando nella ripresa a Bruno Giordano. Nel corso della stessa trasferta oltreoceano, tuttavia, alcune intemperanze disciplinari portarono Bearzot ad allontanarlo immediatamente dal giro azzurro e a non convocarlo più per tutto il resto del suo mandato federale: una situazione che pare presagire quello che sarà il problematico rapporto del Mancini calciatore con la maglia azzurra, segnato da una scarsa verve in campo e da frizioni con allenatori e media.

Mancini nell'amichevole tra Italia e del 21 dicembre 1989

Esaurita nel frattempo la sua militanza nell'Under-21, a partire dal 1986 tornò stabilmente in nazionale, anche giovando del sopravvenuto avvicendamento tecnico tra Bearzot e Vicini. Convocato con frequenza, ciò nonostante rischiò di saltare l'appuntamento col campionato d'Europa 1988 per via di alcune dichiarazioni lesive verso la classe arbitrale, di cui si rese protagonista in maglia sampdoriana, in contrasto con le norme di comportamento della Federcalcio; difeso dal commissario tecnico, poté rispondere alla chiamata per la fase finale della competizione. Titolare al fianco di Vialli in attacco, il 10 giugno 1988 a Düsseldorf contro i padroni di casa della Germania Ovest segnò il suo primo gol in azzurro, festeggiato in maniera liberatoria – e fin troppo provocatoria verso la tribuna stampa – per aver interrotto un lungo periodo senza reti. Non riuscì però a ripetersi nel prosieguo del torneo, chiuso dagli azzurri in semifinale contro l'Unione Sovietica.
Dopo l'Europeo perse progressivamente il posto da titolare a causa della sopraggiunta concorrenza di Aldo Serena, Roberto Baggio e Andrea Carnevale in attacco e alla contestuale presenza di Giannini come regista di centrocampo con doti da fantasista, finendo per entrare in rotta con lo stesso Vicini. Fu comunque tra i convocati per il campionato del mondo 1990 in Italia, concluso dagli Azzurri al terzo posto, durante il quale però non scese mai in campo.
Sebbene confermato nel gruppo azzurro da Arrigo Sacchi, non risultò particolarmente adatto agli schemi del tecnico romagnolo, il quale, pur stimandolo e impiegandolo talvolta come centravanti per farlo coesistere con Roberto Baggio, di fatto lo considerava la riserva del fantasista veneto. Durante le qualificazioni al campionato del mondo 1994 realizzò 3 gol, di cui una doppietta nella vittoria per 6-1 contro Malta il 24 marzo 1993 a Palermo. Tuttavia, la sua militanza in nazionale, sottotono rispetto a quanto ottenuto con i club, terminò il 23 marzo 1994, quando disputò l'ultima delle sue 36 presenze in maglia azzurra, un'amichevole persa per 2-1 contro la Germania a Stoccarda. Pochi mesi dopo, infatti, non venne convocato per la fase finale del mondiale negli Stati Uniti: Sacchi, in particolare, gli preferì Gianfranco Zola.

### Allenatore

#### Gli inizi, Fiorentina
Appena ritiratosi rimase nei quadri della Lazio e il 19 luglio 2000 intraprese la carriera di allenatore come vice di Eriksson, vincendo subito la Supercoppa italiana al fianco del tecnico svedese.

Mancini, neoallenatore della Fiorentina, viene portato in trionfo dai tifosi dopo la vittoria della Coppa Italia 2000-2001

Il 26 febbraio 2001, dopo un breve ritorno al calcio giocato con gli inglesi del Leicester City, a 36 anni venne ingaggiato dalla Fiorentina per sostituire nel ruolo di allenatore il turco Fatih Terim. Tale incarico suscitò polemiche tra gli addetti ai lavori, poiché Mancini non era all'epoca in possesso del patentino di allenatore di prima categoria e, soprattutto, era già stato tesserato per l'annata in corso con la Lazio (a differenza dei calciatori, nei campionati italiani non è permesso a un allenatore cambiare squadra nel corso della medesima stagione); all'ex giocatore, però, in quel caso, visto che era solo il tecnico in seconda e non il responsabile diretto della formazione biancoceleste, non era applicabile la suddetta norma. Nonostante il parere contrario dell'Assoallenatori, alla fine Mancini ottenne il via libera ad assumere l'incarico nel club toscano da parte dell'allora commissario straordinario della Federcalcio, Gianni Petrucci.
Nel resto della stagione 2000-2001, con la Fiorentina già qualificata per la finale di Coppa Italia, Mancini riuscì a vincere il trofeo nella doppia finale contro il Parma, si trattò del suo primo titolo da allenatore, nonché del sesto trionfo della squadra gigliata in tale torneo. Nel frattempo, in campionato giunse al nono posto finale.
Nell'estate seguente la società si trovò alle prese con impellenti problemi finanziari e Mancini dovette gestire un parco giocatori notevolmente indebolito, con l'obiettivo minimo, per l'annata successiva e sotto il profilo sportivo, della permanenza in Serie A. Iniziò la stagione 2001-2002 perdendo la Supercoppa italiana contro la Roma. Sempre da detentore della Coppa Italia in carica, Mancini esordì da allenatore nelle coppe europee, prendendo parte alla Coppa UEFA, dove la squadra viola venne eliminata ai sedicesimi di finale. L'11 gennaio 2002, dopo 17 partite di campionato e a seguito della sconfitta interna contro il Perugia, si dimise da tecnico della squadra toscana (che poi alla fine retrocederà e fallirà), dopo che alcuni tifosi, delusi per l'andamento della squadra, lo avevano minacciato per lo scarso impegno.

#### Lazio
Il 1º luglio 2002 tornò alla Lazio con un contratto biennale, ottenendo buoni risultati, sebbene la società fosse colpita da diverse vicissitudini finanziarie, che culminarono con le dimissioni dell'allora presidente Sergio Cragnotti e con l'inserimento dello stesso Mancini nel consiglio di amministrazione della società. Arrivò al quarto posto in campionato al suo primo anno, centrando così la zona Champions, dopo essere stato per un periodo anche in corsa per lo scudetto, e arrivò in semifinale sia in Coppa Italia sia in Coppa UEFA, con un 4-1 rimediato dal Porto, che successivamente vinse il torneo.
L'anno dopo (2003-2004), la Lazio di Mancini giocò bene in Coppa Italia: dopo aver eliminato il Milan (vittoria per 2-1 a Milano e per 4-0 a Roma), il Parma (2-0 a Roma, 1-1 al Tardini) e il Modena (2-0 a Modena, 1-0 a Roma), sconfisse in finale la Juventus (2-0 all'Olimpico e 2-2 al delle Alpi) e Mancini vinse la seconda Coppa Italia da allenatore. In campionato giunse sesto, dopo una lunga lotta a tre tra Inter, Parma e Lazio per il quarto posto. Il 7 luglio 2004 lasciò il club capitolino per approdare all'Inter.

#### Inter

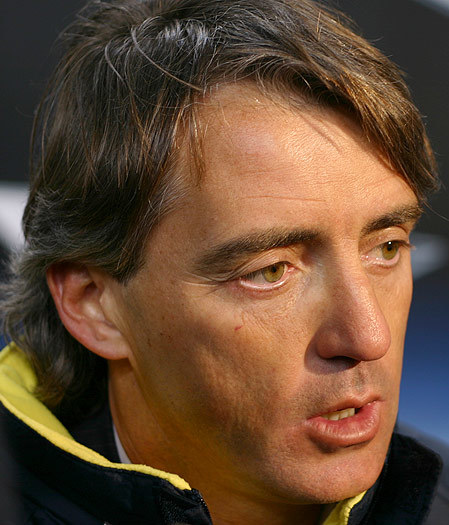
Mancini negli anni 2000 durante la sua prima esperienza all'Inter

La prima stagione sulla panchina nerazzurra segnò, dopo alcuni anni interlocutori, il ritorno alla vittoria per la squadra milanese, che a giugno si aggiudicò la Coppa Italia; frattanto in campionato si era classificata terza, con ben 18 pareggi, mentre in Champions League aveva raggiunto i quarti di finale, venendo poi eliminato dal Milan (si trattò della seconda stagione in cui il derby di Milano si disputò nella massima competizione europea). La stagione 2005-06, che si aprì con la vittoria della Supercoppa italiana, sarà una replica della precedente, con l'eliminazione europea allo stesso turno, la vittoria della coppa nazionale (sempre battendo la Roma in finale) e un altro terzo posto in Serie A. In piena estate, tuttavia, gli sviluppi del processo di "Calciopoli" portarono la F.I.G.C. all'assegnazione a tavolino dello scudetto ai nerazzurri.
Nel campionato 2006-07 l'Inter emerse subito come protagonista, conseguendo anche una striscia di 17 vittorie consecutive (tra cui la rocambolesca vittoria nel derby per 4-3): la formazione milanese vincerà il torneo con cinque giornate di anticipo e 97 punti in classifica. Anche questa stagione era cominciata con un successo nella Supercoppa, battendo in rimonta la Roma (da 0-3 a 4-3 nei supplementari). Il ciclo vittorioso proseguì nel 2007-08, con la conquista del 16º scudetto: all'ultima giornata di un torneo che l'aveva vista in vantaggio sulla Roma anche di 11 lunghezze, l'Inter vinse il tricolore staccando i capitolini di 3 punti.
Il 29 maggio 2008 l'allenatore marchigiano venne però esonerato dal presidente Massimo Moratti: nel comunicato ufficiale, la società indicò come motivazione per l'interruzione del rapporto le dichiarazioni rese dal tecnico l'11 marzo precedente, dopo l'eliminazione dalla Champions per mano del Liverpool («Non so se tra due mesi sarò ancora qui»). Il 30 ottobre 2009, dopo oltre un anno di inattività, avvenne la risoluzione consensuale del contratto con la società (valido sino al 2012): Mancini percepì una liquidazione di 8 milioni di euro. Il bilancio della prima esperienza nerazzurra fu di 226 partite complessive con 140 vittorie, 60 pareggi e 26 sconfitte.

#### Manchester City

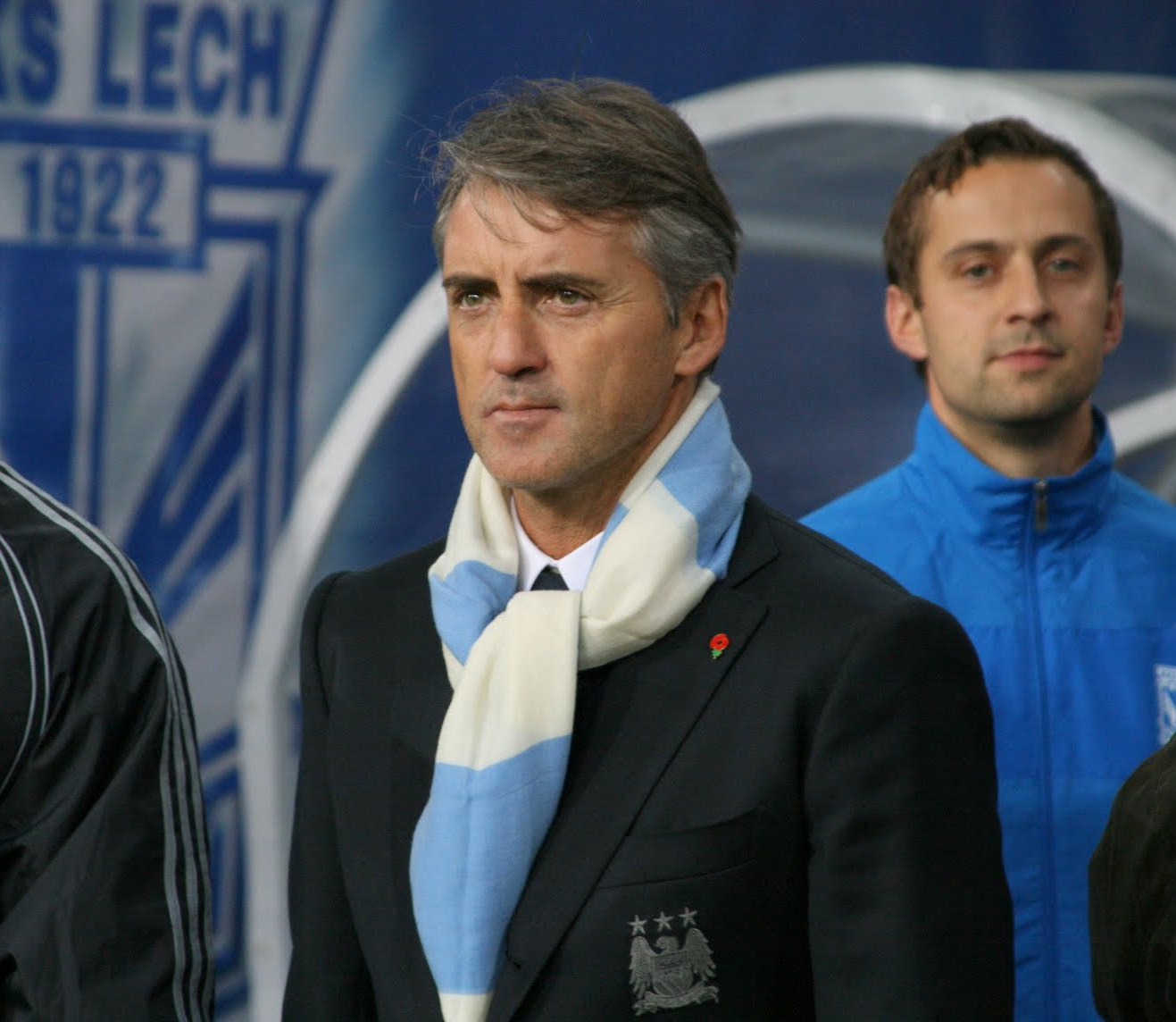
Mancini sulla panchina del Manchester City nel 2010

Il 19 dicembre 2009 firmò con il Manchester City per 3,5 milioni di euro a stagione, sostituendo l'esonerato Mark Hughes. Pochi giorni dopo la firma, nella partita d'esordio sulla sua nuova panchina, vinse per 2-0 contro lo Stoke City, ripetendosi 2 giorni dopo, quando espugnò il campo del Wolverhampton con il punteggio di 0-3, grazie alla doppietta di Carlos Tévez e alla rete di Javier Garrido. La squadra, rimasta a lungo in lotta per la quarta posizione finale, venne sconfitta per 1-0 nello scontro diretto contro il Tottenham del 5 maggio 2010 e concluse così al quinto posto, valido per la qualificazione in Europa League.
Nel tentativo di migliorare il piazzamento appena ottenuto, Mancini e il City movimentarono il mercato estivo con alcune operazioni coraggiose che suscitarono reazioni contrastanti: il tecnico italiano ricevette ampi consensi per gli arrivi di Mario Balotelli (allenato già all'Inter), David Silva e Yaya Touré e per il ritorno di Joe Hart, ma anche perplessità e dissenso per lo scarso riguardo riservato in particolare a Craig Bellamy, Stephen Ireland e Shay Given, i migliori giocatori della precedente gestione Hughes. Il 14 maggio 2011 conquistò la FA Cup, vincendo a Wembley 1-0 contro lo Stoke City con gol di Yaya Touré, interrompendo un digiuno di titoli che durava da ben 35 anni. Alla fine della stagione la squadra si piazzò al terzo posto, qualificandosi direttamente alla Champions League per la prima volta nella sua storia.
La stagione successiva vinse la Premier League, battendo all'ultima giornata il QPR per 3-2, ribaltando nei minuti di recupero il risultato. Il 12 agosto vinse il terzo e ultimo trofeo della sua esperienza inglese, battendo il Chelsea per 3-2 nella finale di Community Shield disputata al Villa Park di Birmingham.
Il 13 maggio 2013, due giorni dopo aver perso la finale di FA Cup contro il Wigan (0-1), venne sollevato dall'incarico di allenatore del Manchester City a causa dei risultati deludenti della stagione 2012-2013. Il suo posto venne preso, per le ultime due partite di campionato, dall'assistente Brian Kidd.

#### Galatasaray

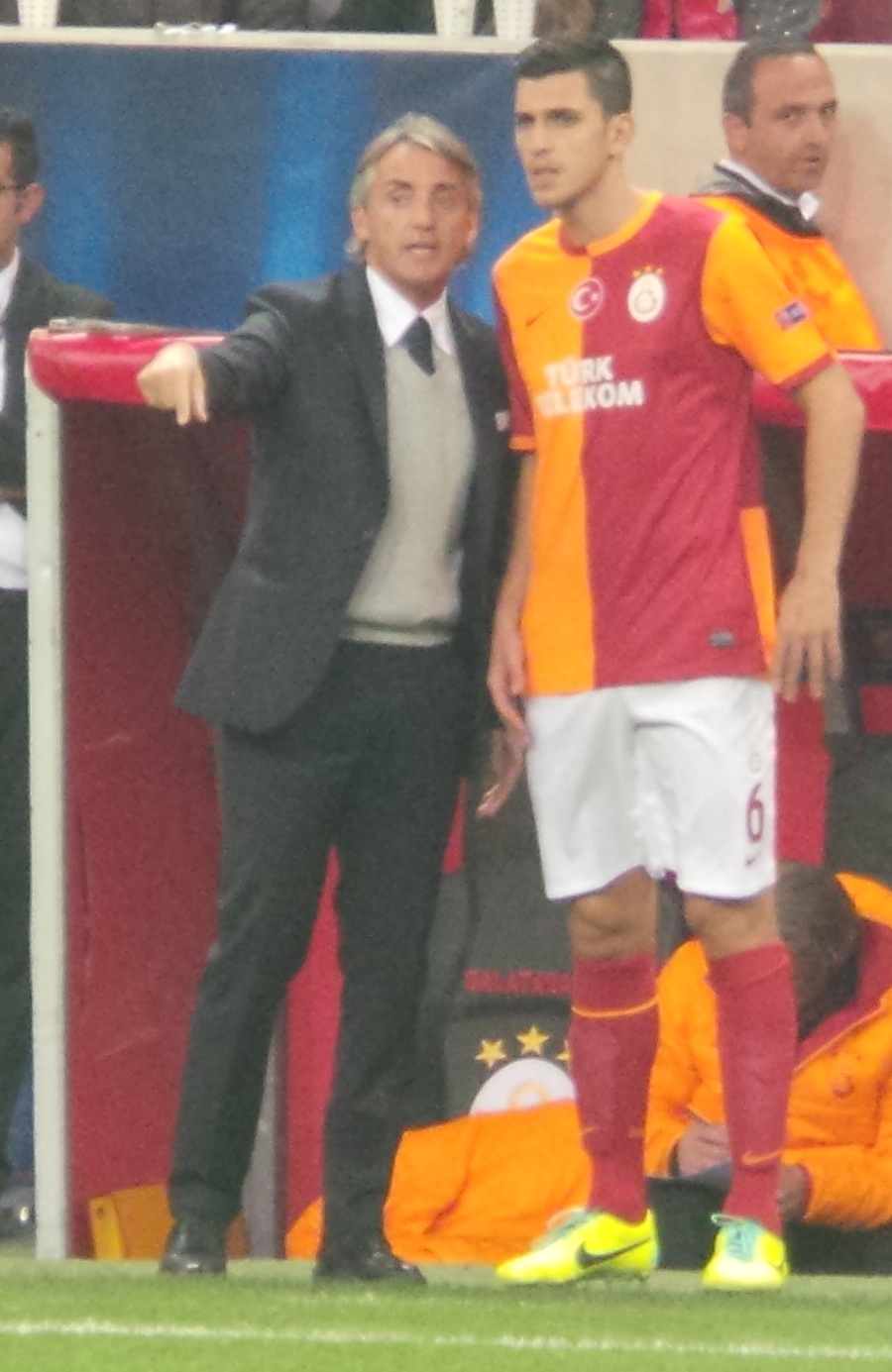
Mancini, alla guida del Galatasaray nel 2013, a colloquio con Gülselam

Il 30 settembre 2013 venne ingaggiato dal club turco del Galatasaray. Nello staff c'erano Fausto Salsano e Attilio Lombardo come assistenti, Ivan Carminati come preparatore atletico e, come team manager, Josè Duque, con lui già al City. Subentrato ancora una volta a Terim e con la squadra al 9º posto, ottenne un'insperata qualificazione agli ottavi di Champions League, eliminando la Juventus, battendola per 1-0 nell'incontro decisivo a Istanbul. Negli ottavi incontrò un altro rivale storico, José Mourinho, ora allenatore del Chelsea, che pose fine alla sua avventura nel torneo con un secco 2-0 a Stamford Bridge, dopo l'1-1 maturato in casa dei turchi. Il 6 maggio riuscì a conquistare la Coppa di Turchia, battendo per 1-0 in finale l'Eskişehirspor grazie a una rete di Sneijder.
Nel campionato turco non riuscì invece nell'impresa di rimontare il Fenerbahçe, che si laureò campione di Turchia, ma riuscì a stare davanti al Beşiktaş, conquistando così il 2º posto che comportava la qualificazione diretta in Champions League. L'11 giugno 2014 lasciò la squadra turca, esercitando la clausola liberatoria.

#### Ritorno all'Inter
Il 14 novembre 2014, durante la sosta del campionato, venne richiamato all'Inter per sostituire l'esonerato Walter Mazzarri. Aprì la sua seconda esperienza in nerazzurro con un pareggio nel derby, seguito dalla qualificazione ai sedicesimi di Europa League nel giorno in cui compiva 50 anni. Eliminato dal Napoli nei quarti di Coppa Italia, non raggiunse per la prima volta la finale del torneo sulla panchina interista. Il 15 febbraio 2015, grazie alla vittoria per 4-1 contro l'Atalanta, ottenne la centesima affermazione in campionato alla guida del club. L'Inter, uscita negli ottavi di Europa League, chiuse il campionato in ottava posizione, mancando, per la prima volta sotto la sua gestione, l'accesso alle coppe continentali.
Nel torneo 2015-16 i nerazzurri, malgrado un girone d'andata vissuto in testa alla classifica, incapparono in una crisi agli inizi del 2016 (con Mancini che rimediò anche un'espulsione, durante il derby perso 3-0) che, oltre a costare l'allontanamento dalle zone di vertice, spinse la società a riconsiderare la sua posizione. Fallito l'ingresso alla finale di Coppa Italia anche per questa stagione, l'Inter chiuse il campionato al quarto posto, entrando in Europa League. In estate annunciò di voler rimanere sulla panchina della squadra, ma gli attriti con la nuova proprietà lo convinsero a risolvere il contratto nel mese di agosto.. Il suo bilancio totale nella sua seconda esperienza nerazzurra è di 35 vittorie, 18 pareggi e 23 sconfitte in 77 panchine.

#### Zenit San Pietroburgo

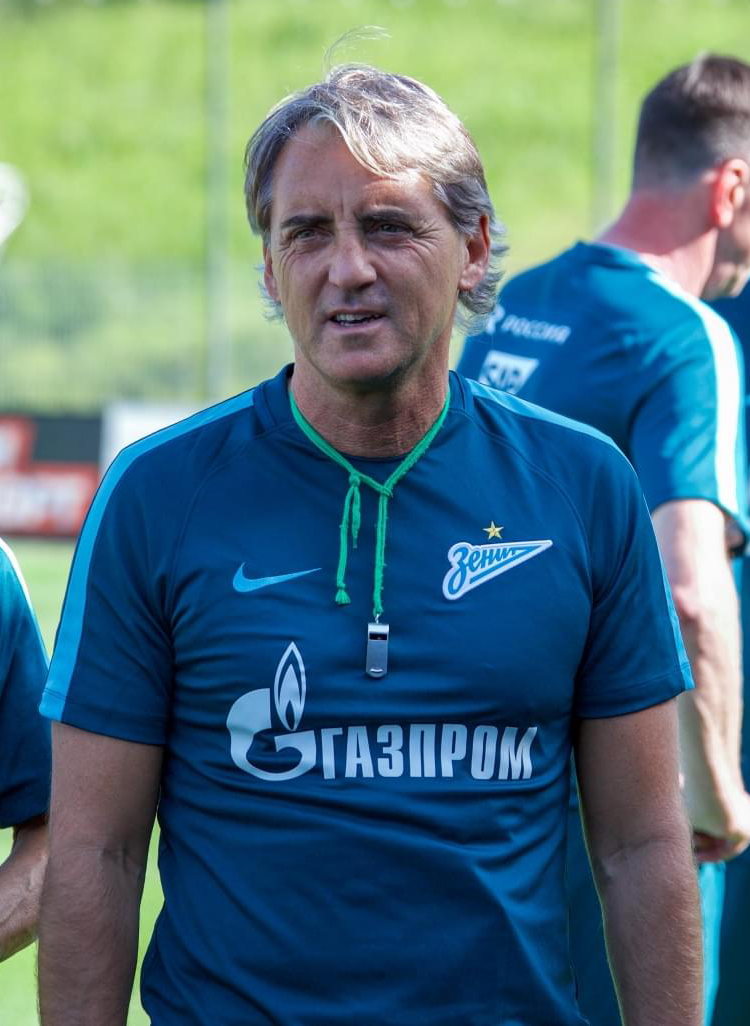
Mancini con lo Zenit durante una sessione di allenamento

Dopo essere rimasto senza allenare per una stagione, il 1º giugno 2017 firmò con lo Zenit San Pietroburgo. Venne eliminato ai sedicesimi di finale di Coppa di Russia dalla Dinamo San Pietroburgo, vittoriosa per 3-2 dopo i tempi supplementari. In Europa League si piazzò al primo posto nel proprio girone e batté ai sedicesimi di finale il Celtic, ma venne eliminato agli ottavi dal RB Lipsia. Concluse il campionato al quinto posto. Il 13 maggio 2018 rescisse il contratto di comune accordo con il club russo.

#### Nazionale italiana

##### La ricostruzione (2018-2020)
Il 14 maggio 2018 Mancini viene nominato commissario tecnico della nazionale italiana, ponendo fine a quello che diverse testate hanno definito un periodo di «transizione» della compagine azzurra, segnato dalla clamorosa mancata qualificazione al campionato del mondo 2018 durante la gestione del CT Gian Piero Ventura e dai burrascosi addii dello stesso Ventura e del presidente federale Carlo Tavecchio. Chiamato a rivitalizzare una nazionale in grave difficoltà, Mancini procede sin dalle prime battute ad un ampio ricambio generazionale, escludendo numerosi veterani della formazione e concedendo maggiore spazio ai giovani talenti del calcio italiano.
Il 28 maggio 2018 esordisce sulla panchina dell'Italia con una vittoria, battendo in amichevole l'Arabia Saudita (2-1). Fanno seguito i sofferti scontri amichevoli contro Francia (3-1 per i transalpini) e Paesi Bassi (1-1), che anticipano la prima competizione ufficiale disputata dall'Italia di Mancini, ovvero la prima edizione della Nations League. L'Italia, sorteggiata in Lega A con Portogallo e Polonia, esordisce contro quest'ultima maturando un pareggio (1-1). Nonostante la sconfitta contro il Portogallo all'andata (1-0), nelle gare di ritorno l'Italia ottiene prima una vittoria contro la Polonia (0-1), quindi un pareggio contro i lusitani (0-0), risultati che consentono agli Azzurri di classificarsi secondi nel proprio girone, evitando la retrocessione in Lega B, ma rimanendo esclusi dalla fase finale del torneo.
Sorteggiata nel gruppo J delle qualificazioni per il campionato d'Europa 2020, l'Italia di Mancini esordisce vittoriosamente il 23 marzo 2019 contro la Finlandia (2-0): tra le note salienti figura il gol del diciannovenne Moise Kean, secondo solo a Bruno Nicolè tra i più giovani marcatori nella storia della nazionale maggiore. Il successivo trionfo sul Liechtenstein (6-0) porta gli Azzurri in vetta nel girone di qualificazione, avvicinando l'accesso al torneo già nel mese di settembre. Il 12 ottobre 2019, con la vittoria casalinga sulla Grecia (2-0), l'Italia di Mancini strappa la qualificazione matematica a Euro 2020 da prima classificata del girone, con tre giornate d'anticipo, risultato mai conseguito prima nella storia della nazionale italiana. La successiva vittoria sul Liechtenstein (5-0), la nona consecutiva di una striscia iniziata con la vittoriosa amichevole contro gli Stati Uniti (1-0), consente a Mancini di eguagliare il primato di vittorie consecutive registrato nel 1938 da Vittorio Pozzo, record poi battuto con i seguenti successi sulla Bosnia ed Erzegovina (0-3) e sull'Armenia (9-1): in quest'ultima partita la formazione di Mancini matura il risultato col più ampio scarto di reti di sempre in una gara di qualificazione agli Europei degli Azzurri e stabilisce un nuovo record (assoluto) di imbattibilità alle qualificazioni ai campionati europei, con 40 risultati utili consecutivi.

##### La vittoria del titolo europeo (2020-2021)

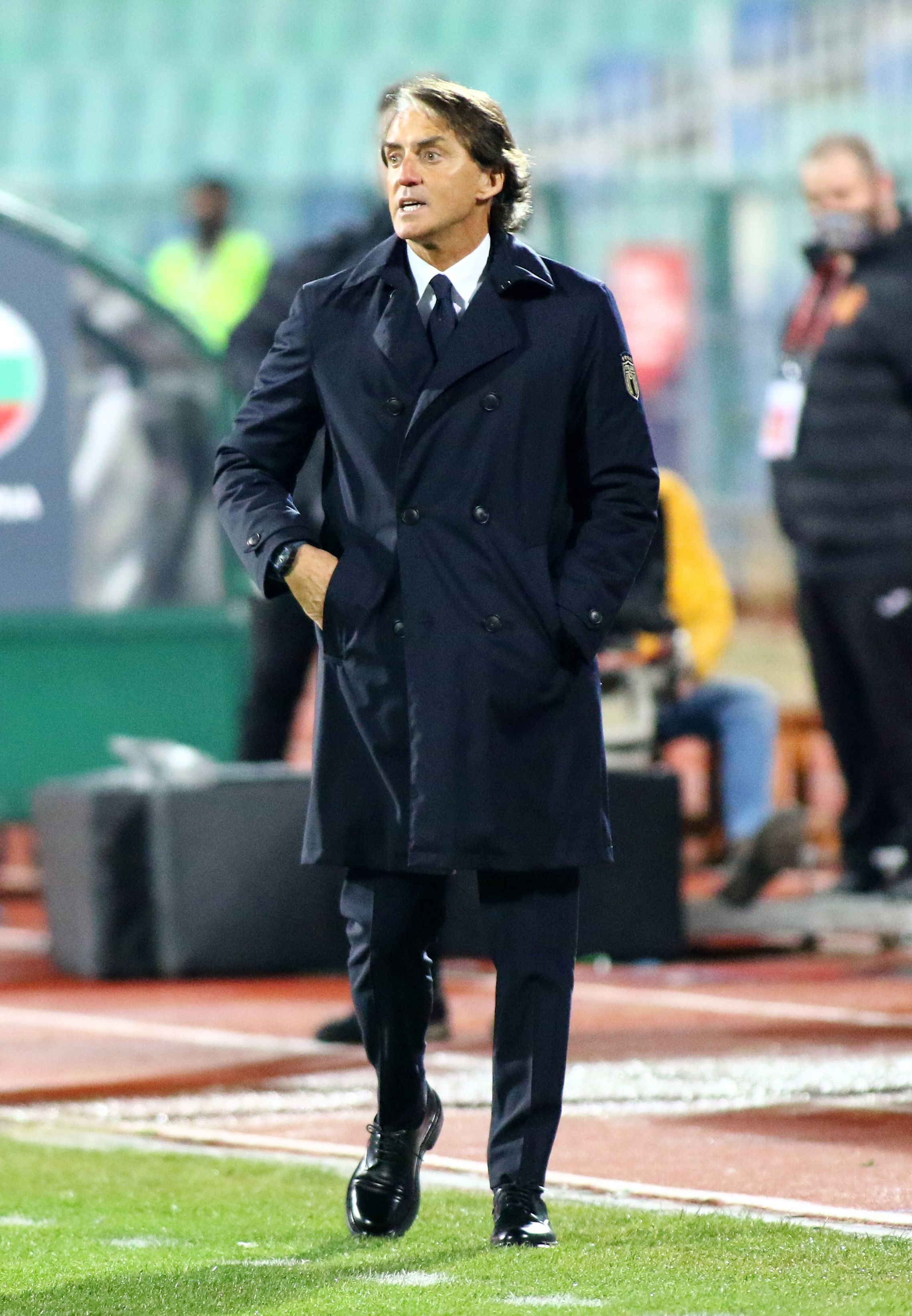
Mancini sulla panchina della nazionale italiana nel 2021

A seguito dello scoppio della pandemia di COVID-19, lo svolgersi di Euro 2020 viene rinviato di un anno. La compagine azzurra prende quindi parte all'edizione 2020-2021 della UEFA Nations League, venendo sorteggiata nel girone con Polonia, Bosnia ed Erzegovina e Paesi Bassi: la tornata di sfide, durante la quale lo stesso Mancini risulta positivo al COVID-19 (per poi guarire) e viene sostituito in panchina dal vice commissario tecnico Alberico Evani, culmina con il conseguimento del vertice del girone, in virtù del quale risultato gli Azzurri possono accedere di diritto alla fase finale del torneo. Nel mentre, a fine marzo 2021 l'Italia disputa le sue prime tre gare nell'ambito delle qualificazioni UEFA al campionato del mondo 2022 contro Irlanda del Nord, Bulgaria e Lituania, vincendole tutte e tre per 2-0.
Il 17 maggio 2021 Mancini firma con la nazionale un rinnovo quinquennale fino al 2026. Nel giugno del 2021 gli Azzurri prendono infine parte al campionato d'Europa 2020, superando l'iniziale fase a gironi a punteggio pieno e mantenendo la porta inviolata, impresa mai riuscita in precedenza in un campionato europeo ad alcuna nazionale. Il 26 giugno 2021, con il successo sull'Austria negli ottavi di finale (2-1 dts), Mancini infrange il record di maggior numero di risultati utili consecutivi della nazionale (precedentemente 30, ottenuti da Vittorio Pozzo nel 1935-1939), nonché quello di maggior numero di vittorie consecutive (precedentemente 11, ottenute dallo stesso Mancini nel 2018-2019) e quello mondiale di minuti consecutivi senza subire gol (1 168, contro i 1 143 fatti registrare sempre dall'Italia nel 1972-1974). Il 2 luglio, la vittoria ai quarti di finale contro il Belgio (1-2) vale a Mancini il record assoluto di vittorie consecutive nel campionato europeo (15 includendo le gare della fase di qualificazione), il record di vittorie consecutive della nazionale italiana in tutte le competizioni (13, di cui le prime 11 senza subire reti) e quello mondiale di CT con la striscia più lunga di imbattibilità (32), battendo il precedente primato di Alfio Basile e Javier Clemente. I primi due record si interrompono il 6 luglio seguente, con il pareggio in semifinale contro la Spagna (1-1 dts), scontro tuttavia vinto ai tiri di rigore (4-2): il successo vale l'accesso alla finale del torneo, per la quarta volta nella storia della nazionale italiana al campionato europeo. L'11 luglio gli Azzurri si laureano campioni d'Europa in virtù del successo in finale sull'Inghilterra (1-1 dts, 3-2 dtr), a 53 anni dall'unico precedente nella storia italiana (Italia 1968) ed esattamente 39 anni dopo la vittoria della nazionale al mondiale del 1982. La nazionale di Mancini conclude inoltre la manifestazione con il migliore attacco (13 reti segnate, al pari della Spagna) e la miglior differenza reti (+9, al pari dell'Inghilterra).

##### Il post europeo e la mancata qualificazione al mondiale (2021-2023)
L'8 settembre 2021, a seguito dei pareggi maturati contro Bulgaria (1-1) e Svizzera (0-0) e della vittoria contro la Lituania (5-0), Mancini allunga la striscia di imbattibilità azzurra a quota 37 gare (30 vittorie e 7 pareggi), battendo i precedenti di Brasile e Spagna (35). Il pareggio con i bulgari permette inoltre a Mancini di superare il primato di Marcello Lippi di maggior numero di risultati casalinghi utili consecutivi (18). La striscia di risultati utili consecutivi s'interrompe il 6 ottobre 2021, quando l'Italia perde per 1-2 a Milano contro la Spagna nelle semifinali della UEFA Nations League 2020-2021. Quattro giorni dopo la sconfitta in semifinale, la nazionale di Mancini torna a trionfare, superando per 2-1 il Belgio nella finale per il terzo posto della stessa competizione; con tale successo Mancini ottiene un altro primato, diventando il commissario tecnico che ha raggiunto più rapidamente il traguardo delle 30 vittorie con la nazionale maggiore in tutte le competizioni, riuscendoci in appena 44 partite.
Nelle ultime due partite di qualificazione al mondiale qatariota, l'Italia ottiene due deludenti pareggi contro Svizzera e Irlanda del Nord, che impediscono alla squadra di ottenere l'accesso diretto alla fase finale, a vantaggio degli elvetici. Ammessa agli spareggi, la nazionale italiana perde in casa contro la Macedonia del Nord (0-1), subendo un gol nei minuti di recupero e fallendo così per la seconda volta di fila la qualificazione alla fase conclusiva del campionato del mondo, evento senza precedenti.
Nel giugno 2022 l'Italia prende parte alla fase a gironi della UEFA Nations League 2022-2023: dopo un avvio incerto, culminato nella sconfitta per 5-2 in casa della Germania, gli azzurri si aggiudicano il primato in classifica nel proprio raggruppamento grazie alle vittorie per 1-0 contro l'Inghilterra e per 0-2 in casa dell'Ungheria negli ultimi due incontri. Nella fase finale del torneo, nei Paesi Bassi, gli azzurri di Mancini vengono eliminati in semifinale dalla Spagna (2-1) e si piazzano terzi dopo aver battuto i padroni di casa per 2-3 nella finale di consolazione.
Il 4 agosto 2023, con il riassetto dei tecnici e collaboratori della FIGC, Mancini viene inizialmente nominato anche coordinatore delle nazionali Under-20 e Under-21; tuttavia, appena otto giorni dopo rassegna le dimissioni da commissario tecnico, chiudendo così dopo un lustro la sua esperienza sulla panchina azzurra e venendo sostituito da Luciano Spalletti.

#### Nazionale saudita

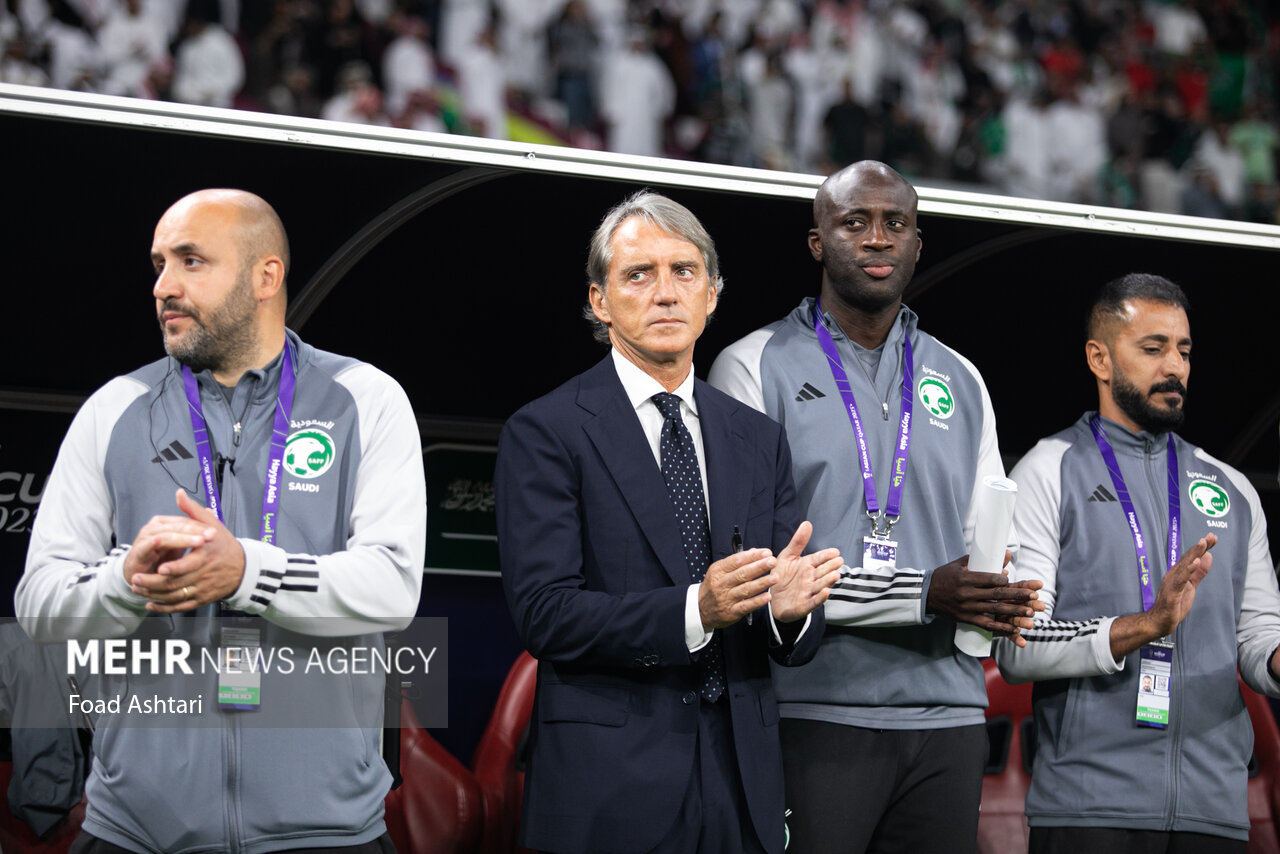
Mancini (secondo da sinistra) sulla panchina della nazionale saudita, per la gara contro l'Oman nella Coppa d'Asia 2023.

Il 27 agosto 2023 viene ufficialmente ingaggiato come nuovo commissario tecnico della nazionale saudita, con cui firma un accordo da 25 milioni di euro netti all'anno fino al 2027. Esordisce in panchina l'8 settembre 2023 nell'amichevole persa 3-1 a Newcastle contro la Costa Rica.
Alla Coppa d'Asia 2023 raggiunge gli ottavi di finale dopo aver chiuso in vetta al proprio girone con 7 punti in tre partite (vittorie con Oman e Kirghizistan e pareggio a reti inviolate con la Thailandia), venendo eliminato ai calci di rigore dalla Corea del Sud.
Il 24 ottobre 2024 la federazione saudita comunica la risoluzione contrattuale.

## Statistiche

### Presenze e reti nei club
| Stagione         | Squadra          | Campionato       | Campionato | Campionato | Coppe nazionali | Coppe nazionali | Coppe nazionali | Coppe continentali | Coppe continentali | Coppe continentali | Altre coppe | Altre coppe | Altre coppe | Totale | Totale |
| Stagione         | Squadra          | Comp             | Pres       | Reti       | Comp            | Pres            | Reti            | Comp               | Pres               | Reti               | Comp        | Pres        | Reti        | Pres   | Reti   |
| ---------------- | ---------------- | ---------------- | ---------- | ---------- | --------------- | --------------- | --------------- | ------------------ | ------------------ | ------------------ | ----------- | ----------- | ----------- | ------ | ------ |
| 1981-1982        | Bologna          | A                | 30         | 9          | CI              | 1               | 0               | -                  | -                  | -                  | -           | -           | -           | 31     | 9      |
| 1982-1983        | Sampdoria        | A                | 22         | 4          | CI              | 5               | 1               | -                  | -                  | -                  | -           | -           | -           | 27     | 5      |
| 1983-1984        | Sampdoria        | A                | 30         | 8          | CI              | 8               | 2               | -                  | -                  | -                  | -           | -           | -           | 38     | 10     |
| 1984-1985        | Sampdoria        | A                | 24         | 3          | CI              | 11              | 3               | -                  | -                  | -                  | -           | -           | -           | 35     | 6      |
| 1985-1986        | Sampdoria        | A                | 23         | 6          | CI              | 11              | 4               | CdC                | 4                  | 2                  | -           | -           | -           | 38     | 12     |
| 1986-1987        | Sampdoria        | A                | 26+1       | 6+0        | CI              | 5               | 0               | -                  | -                  | -                  | -           | -           | -           | 32     | 6      |
| 1987-1988        | Sampdoria        | A                | 30         | 5          | CI              | 13              | 3               | -                  | -                  | -                  | -           | -           | -           | 43     | 8      |
| 1988-1989        | Sampdoria        | A                | 29         | 9          | CI              | 11              | 5               | CdC                | 8                  | 0                  | SI          | 0           | 0           | 48     | 14     |
| 1989-1990        | Sampdoria        | A                | 31         | 11         | CI              | 3               | 2               | CdC                | 9                  | 2                  | SI          | 1           | 0           | 44     | 15     |
| 1990-1991        | Sampdoria        | A                | 30         | 12         | CI              | 10              | 2               | CdC                | 5                  | 2                  | SU          | 2           | 0           | 47     | 16     |
| 1991-1992        | Sampdoria        | A                | 29         | 6          | CI              | 6               | 2               | CC                 | 9                  | 4                  | SI          | 1           | 1           | 45     | 13     |
| 1992-1993        | Sampdoria        | A                | 30         | 15         | CI              | 2               | 0               | -                  | -                  | -                  | -           | -           | -           | 32     | 15     |
| 1993-1994        | Sampdoria        | A                | 30         | 12         | CI              | 7               | 0               | -                  | -                  | -                  | -           | -           | -           | 37     | 12     |
| 1994-1995        | Sampdoria        | A                | 31         | 9          | CI              | 2               | 1               | CdC                | 4                  | 2                  | SI          | 1           | 0           | 38     | 12     |
| 1995-1996        | Sampdoria        | A                | 26         | 11         | CI              | 2               | 1               | -                  | -                  | -                  | -           | -           | -           | 28     | 12     |
| 1996-1997        | Sampdoria        | A                | 33         | 15         | CI              | 2               | 0               | -                  | -                  | -                  | -           | -           | -           | 35     | 15     |
| Totale Sampdoria | Totale Sampdoria | Totale Sampdoria | 424+1      | 132+0      |                 | 98              | 26              |                    | 39                 | 12                 |             | 5           | 1           | 567    | 171    |
| 1997-1998        | Lazio            | A                | 34         | 5          | CI              | 8               | 1               | CU                 | 10                 | 3                  | -           | -           | -           | 52     | 9      |
| 1998-1999        | Lazio            | A                | 33         | 10         | CI              | 6               | 2               | CdC                | 7                  | 0                  | SI          | 1           | 0           | 47     | 12     |
| 1999-2000        | Lazio            | A                | 20         | 0          | CI              | 7               | 3               | UCL                | 9                  | 0                  | SU          | 1           | 0           | 37     | 3      |
| Totale Lazio     | Totale Lazio     | Totale Lazio     | 87         | 15         |                 | 21              | 6               |                    | 26                 | 3                  |             | 2           | 0           | 136    | 24     |
| gen.-feb. 2001   | Leicester City   | PL               | 4          | 0          | FACup+CdL       | 1+0             | 0               | -                  | -                  | -                  | -           | -           | -           | 5      | 0      |
| Totale carriera  | Totale carriera  | Totale carriera  | 545+1      | 156+0      |                 | 121             | 32              |                    | 65                 | 15                 |             | 7           | 1           | 739    | 204    |

### Cronologia presenze e reti in nazionale
| Cronologia completa delle presenze e delle reti in nazionale ― Italia | Cronologia completa delle presenze e delle reti in nazionale ― Italia | Cronologia completa delle presenze e delle reti in nazionale ― Italia | Cronologia completa delle presenze e delle reti in nazionale ― Italia | Cronologia completa delle presenze e delle reti in nazionale ― Italia | Cronologia completa delle presenze e delle reti in nazionale ― Italia | Cronologia completa delle presenze e delle reti in nazionale ― Italia | Cronologia completa delle presenze e delle reti in nazionale ― Italia |
| Data                                                                  | Città                                                                 | In casa                                                               | Risultato                                                             | Ospiti                                                                | Competizione                                                          | Reti                                                                  | Note                                                                  |
| --------------------------------------------------------------------- | --------------------------------------------------------------------- | --------------------------------------------------------------------- | --------------------------------------------------------------------- | --------------------------------------------------------------------- | --------------------------------------------------------------------- | --------------------------------------------------------------------- | --------------------------------------------------------------------- |
| 26-5-1984                                                             | Toronto                                                               | Canada                                                                | 0 – 2                                                                 | Italia                                                                | Amichevole                                                            | -                                                                     | 46’                                                                   |
| 30-5-1984                                                             | New York                                                              | Stati Uniti                                                           | 0 – 0                                                                 | Italia                                                                | Amichevole                                                            | -                                                                     | 46’                                                                   |
| 8-10-1986                                                             | Bologna                                                               | Italia                                                                | 2 – 0                                                                 | Grecia                                                                | Amichevole                                                            | -                                                                     | 73’                                                                   |
| 18-4-1987                                                             | Colonia                                                               | Germania Ovest                                                        | 0 – 0                                                                 | Italia                                                                | Amichevole                                                            | -                                                                     | 73’                                                                   |
| 28-5-1987                                                             | Oslo                                                                  | Norvegia                                                              | 0 – 0                                                                 | Italia                                                                | Amichevole                                                            | -                                                                     | 58’                                                                   |
| 3-6-1987                                                              | Stoccolma                                                             | Svezia                                                                | 1 – 0                                                                 | Italia                                                                | Qual. Euro 1988                                                       | -                                                                     | 46’                                                                   |
| 23-9-1987                                                             | Pisa                                                                  | Italia                                                                | 1 – 0                                                                 | Jugoslavia                                                            | Amichevole                                                            | -                                                                     | 58’                                                                   |
| 17-10-1987                                                            | Berna                                                                 | Svizzera                                                              | 0 – 0                                                                 | Italia                                                                | Qual. Euro 1988                                                       | -                                                                     | 82’                                                                   |
| 5-12-1987                                                             | Milano                                                                | Italia                                                                | 3 – 0                                                                 | Portogallo                                                            | Qual. Euro 1988                                                       | -                                                                     | 68’                                                                   |
| 20-2-1988                                                             | Bari                                                                  | Italia                                                                | 4 – 1                                                                 | Unione Sovietica                                                      | Amichevole                                                            | -                                                                     |                                                                       |
| 31-3-1988                                                             | Spalato                                                               | Jugoslavia                                                            | 1 – 1                                                                 | Italia                                                                | Amichevole                                                            | -                                                                     |                                                                       |
| 27-4-1988                                                             | Lussemburgo                                                           | Lussemburgo                                                           | 0 – 3                                                                 | Italia                                                                | Amichevole                                                            | -                                                                     |                                                                       |
| 4-6-1988                                                              | Brescia                                                               | Italia                                                                | 0 – 1                                                                 | Galles                                                                | Amichevole                                                            | -                                                                     |                                                                       |
| 10-6-1988                                                             | Düsseldorf                                                            | Germania Ovest                                                        | 1 – 1                                                                 | Italia                                                                | Euro 1988 - 1º turno                                                  | 1                                                                     |                                                                       |
| 14-6-1988                                                             | Francoforte                                                           | Italia                                                                | 1 – 0                                                                 | Spagna                                                                | Euro 1988 - 1º turno                                                  | -                                                                     | 68’                                                                   |
| 17-6-1988                                                             | Colonia                                                               | Italia                                                                | 2 – 0                                                                 | Danimarca                                                             | Euro 1988 - 1º turno                                                  | -                                                                     | 67’                                                                   |
| 22-6-1988                                                             | Stoccarda                                                             | Unione Sovietica                                                      | 2 – 0                                                                 | Italia                                                                | Euro 1988 - Semifinale                                                | -                                                                     | 46’                                                                   |
| 19-10-1988                                                            | Pescara                                                               | Italia                                                                | 2 – 1                                                                 | Norvegia                                                              | Amichevole                                                            | -                                                                     | 46’                                                                   |
| 21-12-1989                                                            | Cagliari                                                              | Italia                                                                | 0 – 0                                                                 | Argentina                                                             | Amichevole                                                            | -                                                                     | 46’                                                                   |
| 21-2-1990                                                             | Rotterdam                                                             | Paesi Bassi                                                           | 0 – 0                                                                 | Italia                                                                | Amichevole                                                            | -                                                                     | 72’                                                                   |
| 26-9-1990                                                             | Palermo                                                               | Italia                                                                | 1 – 0                                                                 | Paesi Bassi                                                           | Amichevole                                                            | -                                                                     | 51’                                                                   |
| 3-11-1990                                                             | Roma                                                                  | Italia                                                                | 0 – 0                                                                 | Unione Sovietica                                                      | Qual. Euro 1992                                                       | -                                                                     |                                                                       |
| 1-5-1991                                                              | Salerno                                                               | Italia                                                                | 3 – 1                                                                 | Ungheria                                                              | Qual. Euro 1992                                                       | -                                                                     |                                                                       |
| 5-6-1991                                                              | Oslo                                                                  | Norvegia                                                              | 2 – 1                                                                 | Italia                                                                | Qual. Euro 1992                                                       | -                                                                     |                                                                       |
| 12-6-1991                                                             | Malmö                                                                 | Danimarca                                                             | 0 – 2 dts                                                             | Italia                                                                | Torneo Scania 100 - Semifinale                                        | -                                                                     | 46’                                                                   |
| 16-6-1991                                                             | Stoccolma                                                             | Italia                                                                | 1 – 1 dts (3 – 2 dtr)                                                 | Unione Sovietica                                                      | Torneo Scania 100 - Finale                                            | -                                                                     |                                                                       |
| 25-9-1991                                                             | Sofia                                                                 | Bulgaria                                                              | 2 – 1                                                                 | Italia                                                                | Amichevole                                                            | -                                                                     | 46’                                                                   |
| 12-10-1991                                                            | Mosca                                                                 | Unione Sovietica                                                      | 0 – 0                                                                 | Italia                                                                | Qual. Euro 1992                                                       | -                                                                     | 58’                                                                   |
| 4-6-1992                                                              | Boston                                                                | Italia                                                                | 2 – 0                                                                 | Irlanda                                                               | U.S. Cup 1992                                                         | -                                                                     | 81’                                                                   |
| 20-1-1993                                                             | Firenze                                                               | Italia                                                                | 2 – 0                                                                 | Messico                                                               | Amichevole                                                            | -                                                                     | 83’                                                                   |
| 24-2-1993                                                             | Porto                                                                 | Portogallo                                                            | 1 – 3                                                                 | Italia                                                                | Qual. Mondiali 1994                                                   | -                                                                     | 85’                                                                   |
| 24-3-1993                                                             | Palermo                                                               | Italia                                                                | 6 – 1                                                                 | Malta                                                                 | Qual. Mondiali 1994                                                   | 2                                                                     |                                                                       |
| 1-5-1993                                                              | Berna                                                                 | Svizzera                                                              | 1 – 0                                                                 | Italia                                                                | Qual. Mondiali 1994                                                   | -                                                                     | 46’                                                                   |
| 22-9-1993                                                             | Tallinn                                                               | Estonia                                                               | 0 – 3                                                                 | Italia                                                                | Qual. Mondiali 1994                                                   | 1                                                                     | 46’                                                                   |
| 17-11-1993                                                            | Milano                                                                | Italia                                                                | 1 – 0                                                                 | Portogallo                                                            | Qual. Mondiali 1994                                                   | -                                                                     | 76’                                                                   |
| 23-3-1994                                                             | Stoccarda                                                             | Germania                                                              | 2 – 1                                                                 | Italia                                                                | Amichevole                                                            | -                                                                     | 46’                                                                   |
| Totale                                                                |                                                                       | Presenze                                                              | 36                                                                    |                                                                       | Reti                                                                  | 4                                                                     |                                                                       |

### Record
- Giocatore più giovane ad aver segnato con il Bologna (16 anni, 10 mesi e 7 giorni).
- Giocatore col maggior numero di presenze nelle file della Sampdoria (567).[183]
- Giocatore col maggior numero di gol realizzati con la maglia della Sampdoria (171).[183]
- Giocatore col maggior numero di presenze in Coppa Italia (120).[2]

### Statistiche da allenatore

#### Club
Statistiche aggiornate al 20 novembre 2022.  In grassetto le competizioni vinte.
| Stagione               | Squadra                | Campionato             | Campionato | Campionato | Campionato | Campionato | Coppe nazionali | Coppe nazionali | Coppe nazionali | Coppe nazionali | Coppe nazionali | Coppe continentali | Coppe continentali | Coppe continentali | Coppe continentali | Coppe continentali | Altre coppe | Altre coppe | Altre coppe | Altre coppe | Altre coppe | Totale | Totale | Totale | Totale | % Vittorie | Piazzamento |
| Stagione               | Squadra                | Comp                   | G          | V          | N          | P          | Comp            | G               | V               | N               | P               | Comp               | G                  | V                  | N                  | P                  | Comp        | G           | V           | N           | P           | G      | V      | N      | P      | %          | Piazzamento |
| ---------------------- | ---------------------- | ---------------------- | ---------- | ---------- | ---------- | ---------- | --------------- | --------------- | --------------- | --------------- | --------------- | ------------------ | ------------------ | ------------------ | ------------------ | ------------------ | ----------- | ----------- | ----------- | ----------- | ----------- | ------ | ------ | ------ | ------ | ---------- | ----------- |
| mar.-giu. 2001         | Fiorentina             | A                      | 13         | 4          | 4          | 5          | CI              | 2               | 1               | 1               | 0               | -                  | -                  | -                  | -                  | -                  | -           | -           | -           | -           | -           | 15     | 5      | 5      | 5      | 33,33      | Sub. 9º     |
| 2001-gen. 2002         | Fiorentina             | A                      | 18         | 4          | 3          | 11         | CI              | 2               | 0               | 0               | 2               | CU                 | 6                  | 2                  | 2                  | 2                  | SI          | 1           | 0           | 0           | 1           | 27     | 6      | 5      | 16     | 22,22      | Dimis.      |
| Totale Fiorentina      | Totale Fiorentina      | Totale Fiorentina      | 31         | 8          | 7          | 16         |                 | 4               | 1               | 1               | 2               |                    | 6                  | 2                  | 2                  | 2                  |             | 1           | 0           | 0           | 1           | 42     | 11     | 10     | 21     | 26,19      |             |
| 2002-2003              | Lazio                  | A                      | 34         | 15         | 15         | 4          | CI              | 6               | 3               | 1               | 2               | CU                 | 12                 | 6                  | 4                  | 2                  | -           | -           | -           | -           | -           | 52     | 24     | 20     | 8      | 46,15      | 4º          |
| 2003-2004              | Lazio                  | A                      | 34         | 16         | 8          | 10         | CI              | 8               | 6               | 2               | 0               | UCL                | 8                  | 3                  | 2                  | 3                  | -           | -           | -           | -           | -           | 50     | 25     | 12     | 13     | 50,00      | 6º          |
| Totale Lazio           | Totale Lazio           | Totale Lazio           | 68         | 31         | 23         | 14         |                 | 14              | 9               | 3               | 2               |                    | 20                 | 9                  | 6                  | 5                  |             | -           | -           | -           | -           | 102    | 49     | 32     | 21     | 48,04      |             |
| 2004-2005              | Inter                  | A                      | 38         | 18         | 18         | 2          | CI              | 8               | 7               | 1               | 0               | UCL                | 12                 | 6                  | 4                  | 2                  | -           | -           | -           | -           | -           | 58     | 31     | 23     | 4      | 53,45      | 3º          |
| 2005-2006              | Inter                  | A                      | 38         | 23         | 7          | 8          | CI              | 8               | 4               | 4               | 0               | UCL                | 12                 | 7                  | 3                  | 2                  | SI          | 1           | 1           | 0           | 0           | 59     | 35     | 14     | 10     | 59,32      | 1º          |
| 2006-2007              | Inter                  | A                      | 38         | 30         | 7          | 1          | CI              | 8               | 6               | 1               | 1               | UCL                | 8                  | 3                  | 3                  | 2                  | SI          | 1           | 1           | 0           | 0           | 55     | 40     | 11     | 4      | 72,73      | 1º          |
| 2007-2008              | Inter                  | A                      | 38         | 25         | 10         | 3          | CI              | 7               | 4               | 2               | 1               | UCL                | 8                  | 5                  | 0                  | 3                  | SI          | 1           | 0           | 0           | 1           | 54     | 34     | 12     | 8      | 62,96      | 1º          |
| dic. 2009-2010         | Manchester City        | PL                     | 21         | 11         | 5          | 5          | FACup+CdL       | 4+2             | 2+1             | 1+0             | 1+1             | -                  | -                  | -                  | -                  | -                  | -           | -           | -           | -           | -           | 27     | 14     | 6      | 7      | 51,85      | Sub. 5º     |
| 2010-2011              | Manchester City        | PL                     | 38         | 21         | 8          | 9          | FACup+CdL       | 8+1             | 6+0             | 2+0             | 0+1             | UEL                | 12                 | 7                  | 3                  | 2                  | -           | -           | -           | -           | -           | 59     | 34     | 13     | 12     | 57,63      | 3º          |
| 2011-2012              | Manchester City        | PL                     | 38         | 28         | 5          | 5          | FACup+CdL       | 1+5             | 0+3             | 0+1             | 1+1             | UCL+UEL            | 6+4                | 3+3                | 1+0                | 2+1                | CS          | 1           | 0           | 0           | 1           | 55     | 37     | 7      | 11     | 67,27      | 1º          |
| 2012-mag. 2013         | Manchester City        | PL                     | 36         | 22         | 9          | 5          | FACup+CdL       | 6+1             | 5+0             | 0+0             | 1+1             | UCL                | 6                  | 0                  | 3                  | 3                  | CS          | 1           | 1           | 0           | 0           | 50     | 28     | 12     | 10     | 56,00      | Eson.       |
| Totale Manchester City | Totale Manchester City | Totale Manchester City | 133        | 82         | 27         | 24         |                 | 28              | 17              | 4               | 7               |                    | 28                 | 13                 | 7                  | 8                  |             | 2           | 1           | 0           | 1           | 191    | 113    | 38     | 40     | 59,16      |             |
| set. 2013-2014         | Galatasaray            | SL                     | 28         | 16         | 7          | 5          | TK              | 11              | 7               | 3               | 1               | UCL                | 7                  | 2                  | 2                  | 3                  | -           | -           | -           | -           | -           | 46     | 25     | 12     | 9      | 54,35      | Sub. 2º     |
| nov. 2014-2015         | Inter                  | A                      | 27         | 10         | 9          | 8          | CI              | 2               | 1               | 0               | 1               | UEL                | 6                  | 2                  | 2                  | 2                  | -           | -           | -           | -           | -           | 35     | 13     | 11     | 11     | 37,14      | Sub. 8º     |
| 2015-2016              | Inter                  | A                      | 38         | 20         | 7          | 11         | CI              | 4               | 3               | 0               | 1               | -                  | -                  | -                  | -                  | -                  | -           | -           | -           | -           | -           | 42     | 23     | 7      | 12     | 54,76      | 4º          |
| Totale Inter           | Totale Inter           | Totale Inter           | 217        | 126        | 58         | 33         |                 | 37              | 25              | 8               | 4               |                    | 46                 | 23                 | 12                 | 11                 |             | 3           | 2           | 0           | 1           | 303    | 176    | 78     | 49     | 58,09      |             |
| 2017-2018              | Zenit San Pietroburgo  | PL                     | 30         | 14         | 11         | 5          | KR              | 1               | 0               | 0               | 1               | UEL                | 14                 | 8                  | 2                  | 4                  | -           | -           | -           | -           | -           | 45     | 22     | 13     | 10     | 48,89      | 5º          |
| Totale carriera        | Totale carriera        | Totale carriera        | 507        | 277        | 133        | 97         |                 | 95              | 59              | 19              | 17              |                    | 121                | 57                 | 31                 | 33                 |             | 6           | 3           | 0           | 3           | 729    | 396    | 183    | 150    | 54,32      |             |

#### Nazionale
| Squadra        | Naz                       | dal            | al              | Record | Record | Record | Record | Record | Record | Record | Record     |
| Squadra        | Naz                       | dal            | al              | G      | V      | N      | P      | GF     | GS     | DR     | % Vittorie |
| -------------- | ------------------------- | -------------- | --------------- | ------ | ------ | ------ | ------ | ------ | ------ | ------ | ---------- |
| Italia         | Italia (bandiera)         | 14 maggio 2018 | 13 agosto 2023  | 61     | 37     | 15     | 9      | 123    | 45     | +78    | 60,66      |
| Arabia Saudita | Arabia Saudita (bandiera) | 27 agosto 2023 | 24 ottobre 2024 | 21     | 9      | 7      | 5      | 27     | 18     | +9     | 42,86      |
| Totale         | Totale                    | Totale         | Totale          | 82     | 46     | 22     | 14     | 150    | 63     | +87    | 56,10      |

#### Nazionale italiana nel dettaglio
| 2018                 | Italia        | UEFA Nations League 2018-2019         | 2º nel Gruppo 3                        | 4  | 1  | 2  | 1 | 25,00   | 2   | 2  | 0   |
| 2019                 | Italia        | Qualificazioni Euro 2020              | 1º nel Gruppo J, qualificato           | 10 | 10 | 0  | 0 | 100,00& | 37  | 4  | +33 |
| 2020                 | Italia        | UEFA Nations League 2020-2021         | 3º                                     | 6  | 3  | 3  | 0 | 50,00   | 7   | 2  | +5  |
| ott. 2021            | Italia        | UEFA Nations League 2020-2021         | 3º                                     | 2  | 1  | 0  | 1 | 50,00   | 3   | 3  | 0   |
| giu.-lug. 2021       | Italia        | Euro 2020                             | Vincitore                              | 7  | 5  | 2  | 0 | 71,43   | 13  | 4  | +9  |
| 2021                 | Italia        | Qualificazioni Mondiale 2022          | 2º nel Gruppo C, eliminato ai play off | 8  | 4  | 4  | 0 | 50,00   | 13  | 2  | +11 |
| mar. 2022 (spareggi) | Italia        | Qualificazioni Mondiale 2022          | 2º nel Gruppo C, eliminato ai play off | 1  | 0  | 0  | 1 | &0,00   | 0   | 1  | -1  |
| giu. 2022            | Italia        | Coppa dei Campioni CONMEBOL-UEFA 2022 | 2º                                     | 1  | 0  | 0  | 1 | &0,00   | 0   | 3  | -3  |
| 2022                 | Italia        | UEFA Nations League 2022-2023         | 3º                                     | 6  | 3  | 2  | 1 | 50,00   | 8   | 7  | +1  |
| giu. 2023            | Italia        | UEFA Nations League 2022-2023         | 3º                                     | 2  | 1  | 0  | 1 | 50,00   | 4   | 4  | 0   |
| 2023                 | Italia        | Qualificazioni Euro 2024              | Dimissioni durante la fase             | 2  | 1  | 0  | 1 | 50,00   | 3   | 2  | +1  |
| Dal 2018 al 2023     | Italia        | Amichevoli                            |                                        | 12 | 8  | 2  | 2 | 66,67   | 33  | 11 | +22 |
| Totale Italia        | Totale Italia | Totale Italia                         | Totale Italia                          | 61 | 37 | 15 | 9 | 60,66   | 123 | 45 | +78 |

#### Panchine da commissario tecnico della nazionale italiana
| Cronologia completa delle presenze e delle reti in nazionale ― Italia | Cronologia completa delle presenze e delle reti in nazionale ― Italia | Cronologia completa delle presenze e delle reti in nazionale ― Italia | Cronologia completa delle presenze e delle reti in nazionale ― Italia | Cronologia completa delle presenze e delle reti in nazionale ― Italia | Cronologia completa delle presenze e delle reti in nazionale ― Italia | Cronologia completa delle presenze e delle reti in nazionale ― Italia                                               | Cronologia completa delle presenze e delle reti in nazionale ― Italia |
| Data                                                                  | Città                                                                 | In casa                                                               | Risultato                                                             | Ospiti                                                                | Competizione                                                          | Reti | Note                                                                  |
| --------------------------------------------------------------------- | --------------------------------------------------------------------- | --------------------------------------------------------------------- | --------------------------------------------------------------------- | --------------------------------------------------------------------- | --------------------------------------------------------------------- | --- | --------------------------------------------------------------------- |
| 28-5-2018                                                             | San Gallo                                                             | Italia                                                                | 2 – 1                                                                 | Arabia Saudita                                                        | Amichevole                                                            | Mario Balotelli Andrea Belotti                                                                                      | Cap: L. Bonucci                                                       |
| 1-6-2018                                                              | Nizza                                                                 | Francia                                                               | 3 – 1                                                                 | Italia                                                                | Amichevole                                                            | Leonardo Bonucci | Cap: L. Bonucci                                                       |
| 4-6-2018                                                              | Torino                                                                | Italia                                                                | 1 – 1                                                                 | Paesi Bassi                                                           | Amichevole                                                            | Simone Zaza | Cap: L. Insigne                                                       |
| 7-9-2018                                                              | Bologna                                                               | Italia                                                                | 1 – 1                                                                 | Polonia                                                               | UEFA Nations League 2018-2019 - 1º turno                              | Jorginho (rig.) | Cap: G. Chiellini                                                     |
| 10-9-2018                                                             | Lisbona                                                               | Portogallo                                                            | 1 – 0                                                                 | Italia                                                                | UEFA Nations League 2018-2019 - 1º turno                              | - | Cap: C. Immobile                                                      |
| 10-10-2018                                                            | Genova                                                                | Italia                                                                | 1 – 1                                                                 | Ucraina                                                               | Amichevole                                                            | Federico Bernardeschi                                                                                               | Cap: G. Chiellini                                                     |
| 14-10-2018                                                            | Chorzów                                                               | Polonia                                                               | 0 – 1                                                                 | Italia                                                                | UEFA Nations League 2018-2019 - 1º turno                              | Cristiano Biraghi                                                                                                   | Cap: G. Chiellini                                                     |
| 17-11-2018                                                            | Milano                                                                | Italia                                                                | 0 – 0                                                                 | Portogallo                                                            | UEFA Nations League 2018-2019 - 1º turno                              | - | Cap: G. Chiellini                                                     |
| 20-11-2018                                                            | Genk                                                                  | Italia                                                                | 1 – 0                                                                 | Stati Uniti                                                           | Amichevole                                                            | Matteo Politano | Cap: L. Bonucci                                                       |
| 23-3-2019                                                             | Udine                                                                 | Italia                                                                | 2 – 0                                                                 | Finlandia                                                             | Qual. Euro 2020                                                       | Nicolò Barella Moise Kean                                                                                           | Cap: G. Chiellini                                                     |
| 26-3-2019                                                             | Parma                                                                 | Italia                                                                | 6 – 0                                                                 | Liechtenstein                                                         | Qual. Euro 2020                                                       | Stefano Sensi Marco Verratti 2 Fabio Quagliarella (2 rig.) Moise Kean Leonardo Pavoletti                            | Cap: L. Bonucci                                                       |
| 8-6-2019                                                              | Atene                                                                 | Grecia                                                                | 0 – 3                                                                 | Italia                                                                | Qual. Euro 2020                                                       | Nicolò Barella Lorenzo Insigne Leonardo Bonucci                                                                     | Cap: G. Chiellini                                                     |
| 11-6-2019                                                             | Torino                                                                | Italia                                                                | 2 – 1                                                                 | Bosnia ed Erzegovina                                                  | Qual. Euro 2020                                                       | Lorenzo Insigne Marco Verratti                                                                                      | Cap: G. Chiellini                                                     |
| 5-9-2019                                                              | Erevan                                                                | Armenia                                                               | 1 – 3                                                                 | Italia                                                                | Qual. Euro 2020                                                       | Andrea Belotti Lorenzo Pellegrini autorete                                                                          | Cap: L. Bonucci                                                       |
| 8-9-2019                                                              | Tampere                                                               | Finlandia                                                             | 1 – 2                                                                 | Italia                                                                | Qual. Euro 2020                                                       | Ciro Immobile Jorginho (rig.)                                                                                       | Cap: L. Bonucci                                                       |
| 12-10-2019                                                            | Roma                                                                  | Italia                                                                | 2 – 0                                                                 | Grecia                                                                | Qual. Euro 2020                                                       | Jorginho (rig.) Federico Bernardeschi                                                                               | Cap: L. Bonucci                                                       |
| 15-10-2019                                                            | Vaduz                                                                 | Liechtenstein                                                         | 0 – 5                                                                 | Italia                                                                | Qual. Euro 2020                                                       | Federico Bernardeschi 2 Andrea Belotti Alessio Romagnoli Stephan El Shaarawy                                        | Cap: M. Verratti                                                      |
| 15-11-2019                                                            | Zenica                                                                | Bosnia ed Erzegovina                                                  | 0 – 3                                                                 | Italia                                                                | Qual. Euro 2020                                                       | Francesco Acerbi Lorenzo Insigne Andrea Belotti                                                                     | Cap: L. Bonucci                                                       |
| 18-11-2019                                                            | Palermo                                                               | Italia                                                                | 9 – 1                                                                 | Armenia                                                               | Qual. Euro 2020                                                       | 2 Ciro Immobile 2 Nicolò Zaniolo Nicolò Barella Alessio Romagnoli Jorginho (rig.) Riccardo Orsolini Federico Chiesa | Cap: L. Bonucci                                                       |
| 4-9-2020                                                              | Firenze                                                               | Italia                                                                | 1 – 1                                                                 | Bosnia ed Erzegovina                                                  | UEFA Nations League 2020-2021 - 1º turno                              | Stefano Sensi | Cap: L. Bonucci                                                       |
| 7-9-2020                                                              | Amsterdam                                                             | Paesi Bassi                                                           | 0 – 1                                                                 | Italia                                                                | UEFA Nations League 2020-2021 - 1º turno                              | Nicolò Barella | Cap: G. Chiellini                                                     |
| 7-10-2020                                                             | Firenze                                                               | Italia                                                                | 6 – 0                                                                 | Moldavia                                                              | Amichevole                                                            | Bryan Cristante Francesco Caputo 2 Stephan El Shaarawy autorete Domenico Berardi                                    | Cap: S. El Shaarawy                                                   |
| 11-10-2020                                                            | Danzica                                                               | Polonia                                                               | 0 – 0                                                                 | Italia                                                                | UEFA Nations League 2020-2021 - 1º turno                              | - | Cap: L. Bonucci                                                       |
| 14-10-2020                                                            | Bergamo                                                               | Italia                                                                | 1 – 1                                                                 | Paesi Bassi                                                           | UEFA Nations League 2020-2021 - 1º turno                              | Lorenzo Pellegrini                                                                                                  | Cap: G. Chiellini                                                     |
| 11-11-2020                                                            | Firenze                                                               | Italia                                                                | 4 – 0                                                                 | Estonia                                                               | Amichevole                                                            | 2 Vincenzo Grifo (1 rig.) Federico Bernardeschi Riccardo Orsolini (rig.)                                            | Cap: S. Sirigu                                                        |
| 15-11-2020                                                            | Reggio Emilia                                                         | Italia                                                                | 2 – 0                                                                 | Polonia                                                               | UEFA Nations League 2020-2021 - 1º turno                              | Jorginho (rig.) Domenico Berardi                                                                                    | Cap: A. Florenzi                                                      |
| 18-11-2020                                                            | Sarajevo                                                              | Bosnia ed Erzegovina                                                  | 0 – 2                                                                 | Italia                                                                | UEFA Nations League 2020-2021 - 1º turno                              | Andrea Belotti Domenico Berardi                                                                                     | Cap: A. Florenzi                                                      |
| 25-3-2021                                                             | Parma                                                                 | Italia                                                                | 2 – 0                                                                 | Irlanda del Nord                                                      | Qual. Mondiali 2022                                                   | Domenico Berardi Ciro Immobile                                                                                      | Cap: G. Chiellini                                                     |
| 28-3-2021                                                             | Sofia                                                                 | Bulgaria                                                              | 0 – 2                                                                 | Italia                                                                | Qual. Mondiali 2022                                                   | Andrea Belotti (rig.) Manuel Locatelli                                                                              | Cap: L. Bonucci                                                       |
| 31-3-2021                                                             | Vilnius                                                               | Lituania                                                              | 0 – 2                                                                 | Italia                                                                | Qual. Mondiali 2022                                                   | Stefano Sensi Ciro Immobile (rig.)                                                                                  | Cap: C. Immobile                                                      |
| 28-5-2021                                                             | Cagliari                                                              | Italia                                                                | 7 – 0                                                                 | San Marino                                                            | Amichevole                                                            | Federico Bernardeschi Gian Marco Ferrari 2 Matteo Politano Andrea Belotti 2 Matteo Pessina                          | Cap: F. Bernardeschi                                                  |
| 4-6-2021                                                              | Bologna                                                               | Italia                                                                | 4 – 0                                                                 | Rep. Ceca                                                             | Amichevole                                                            | Ciro Immobile Nicolò Barella Lorenzo Insigne Domenico Berardi                                                       | Cap: G. Chiellini                                                     |
| 11-6-2021                                                             | Roma                                                                  | Turchia                                                               | 0 – 3                                                                 | Italia                                                                | Euro 2020 - 1º turno                                                  | autorete Ciro Immobile Lorenzo Insigne                                                                              | Cap: G. Chiellini                                                     |
| 16-6-2021                                                             | Roma                                                                  | Italia                                                                | 3 – 0                                                                 | Svizzera                                                              | Euro 2020 - 1º turno                                                  | 2 Manuel Locatelli Ciro Immobile                                                                                    | Cap: G. Chiellini                                                     |
| 20-6-2021                                                             | Roma                                                                  | Italia                                                                | 1 – 0                                                                 | Galles                                                                | Euro 2020 - 1º turno                                                  | Matteo Pessina | Cap: L. Bonucci                                                       |
| 26-6-2021                                                             | Londra                                                                | Italia                                                                | 2 – 1 dts                                                             | Austria                                                               | Euro 2020 - Ottavi di finale                                          | Federico Chiesa Matteo Pessina                                                                                      | Cap: L. Bonucci                                                       |
| 2-7-2021                                                              | Monaco di Baviera                                                     | Belgio                                                                | 1 – 2                                                                 | Italia                                                                | Euro 2020 - Quarti di finale                                          | Nicolò Barella Lorenzo Insigne                                                                                      | Cap: G. Chiellini                                                     |
| 6-7-2021                                                              | Londra                                                                | Italia                                                                | 1 – 1 dts (4 – 2 dtr)                                                 | Spagna                                                                | Euro 2020 - Semifinale                                                | Federico Chiesa | Cap: G. Chiellini                                                     |
| 11-7-2021                                                             | Londra                                                                | Italia                                                                | 1 – 1 dts (3 – 2 dtr)                                                 | Inghilterra                                                           | Euro 2020 - Finale                                                    | Leonardo Bonucci | Cap: G. Chiellini 2º titolo europeo                                   |
| 2-9-2021                                                              | Firenze                                                               | Italia                                                                | 1 – 1                                                                 | Bulgaria                                                              | Qual. Mondiali 2022                                                   | Federico Chiesa | Cap: L. Bonucci                                                       |
| 5-9-2021                                                              | Basilea                                                               | Svizzera                                                              | 0 – 0                                                                 | Italia                                                                | Qual. Mondiali 2022                                                   | - | Cap: G. Chiellini                                                     |
| 8-9-2021                                                              | Reggio Emilia                                                         | Italia                                                                | 5 – 0                                                                 | Lituania                                                              | Qual. Mondiali 2022                                                   | 2 Moise Kean autorete Giacomo Raspadori Giovanni Di Lorenzo                                                         | Cap: Jorginho                                                         |
| 6-10-2021                                                             | Milano                                                                | Italia                                                                | 1 – 2                                                                 | Spagna                                                                | UEFA Nations League 2020-2021 - Semifinale                            | Lorenzo Pellegrini                                                                                                  | Cap: L. Bonucci                                                       |
| 10-10-2021                                                            | Torino                                                                | Italia                                                                | 2 – 1                                                                 | Belgio                                                                | UEFA Nations League 2020-2021 - Finale 3º posto                       | Nicolò Barella Domenico Berardi (rig.)                                                                              | Cap: G. Donnarumma                                                    |
| 12-11-2021                                                            | Roma                                                                  | Italia                                                                | 1 – 1                                                                 | Svizzera                                                              | Qual. Mondiali 2022                                                   | Giovanni Di Lorenzo                                                                                                 | Cap: L. Bonucci                                                       |
| 15-11-2021                                                            | Belfast                                                               | Irlanda del Nord                                                      | 0 – 0                                                                 | Italia                                                                | Qual. Mondiali 2022                                                   | - | Cap: L. Bonucci                                                       |
| 24-3-2022                                                             | Palermo                                                               | Italia                                                                | 0 – 1                                                                 | Macedonia del Nord                                                    | Qual. Mondiali 2022                                                   | - | Cap: C. Immobile                                                      |
| 29-3-2022                                                             | Konya                                                                 | Turchia                                                               | 2 – 3                                                                 | Italia                                                                | Amichevole                                                            | Bryan Cristante 2 Giacomo Raspadori                                                                                 | Cap: G. Chiellini                                                     |
| 1-6-2022                                                              | Londra                                                                | Italia                                                                | 0 – 3                                                                 | Argentina                                                             | Coppa dei Campioni CONMEBOL-UEFA 2022                                 | - | Cap: G. Chiellini                                                     |
| 4-6-2022                                                              | Bologna                                                               | Italia                                                                | 1 – 1                                                                 | Germania                                                              | UEFA Nations League 2022-2023 - 1º turno                              | Lorenzo Pellegrini                                                                                                  | Cap: A. Florenzi                                                      |
| 7-6-2022                                                              | Cesena                                                                | Italia                                                                | 2 – 1                                                                 | Ungheria                                                              | UEFA Nations League 2022-2023 - 1º turno                              | Nicolò Barella Lorenzo Pellegrini                                                                                   | Cap: G. Donnarumma                                                    |
| 11-6-2022                                                             | Wolverhampton                                                         | Inghilterra                                                           | 0 – 0                                                                 | Italia                                                                | UEFA Nations League 2022-2023 - 1º turno                              | - | Cap: G. Donnarumma                                                    |
| 14-6-2022                                                             | Mönchengladbach                                                       | Germania                                                              | 5 – 2                                                                 | Italia                                                                | UEFA Nations League 2022-2023 - 1º turno                              | Wilfried Gnonto Alessandro Bastoni                                                                                  | Cap: G. Donnarumma                                                    |
| 23-9-2022                                                             | Milano                                                                | Italia                                                                | 1 – 0                                                                 | Inghilterra                                                           | UEFA Nations League 2022-2023 - 1º turno                              | Giacomo Raspadori                                                                                                   | Cap: L. Bonucci                                                       |
| 26-9-2022                                                             | Budapest                                                              | Ungheria                                                              | 0 – 2                                                                 | Italia                                                                | UEFA Nations League 2022-2023 - 1º turno                              | Giacomo Raspadori Federico Dimarco                                                                                  | Cap: L. Bonucci                                                       |
| 16-11-2022                                                            | Tirana                                                                | Albania                                                               | 1 – 3                                                                 | Italia                                                                | Amichevole                                                            | 2 Vincenzo Grifo Giovanni Di Lorenzo                                                                                | Cap: L. Bonucci                                                       |
| 20-11-2022                                                            | Vienna                                                                | Austria                                                               | 2 – 0                                                                 | Italia                                                                | Amichevole                                                            | - | Cap: L. Bonucci                                                       |
| 23-3-2023                                                             | Napoli                                                                | Italia                                                                | 1 – 2                                                                 | Inghilterra                                                           | Qual. Euro 2024                                                       | Mateo Retegui | Cap: M. Verratti                                                      |
| 26-3-2023                                                             | Ta' Qali                                                              | Malta                                                                 | 0 – 2                                                                 | Italia                                                                | Qual. Euro 2024                                                       | Mateo Retegui Matteo Pessina                                                                                        | Cap: G. Donnarumma                                                    |
| 15-6-2023                                                             | Enschede                                                              | Spagna                                                                | 2 – 1                                                                 | Italia                                                                | UEFA Nations League 2022-2023 - Semifinale                            | Ciro Immobile (rig.)                                                                                                | Cap: L. Bonucci                                                       |
| 18-6-2023                                                             | Enschede                                                              | Paesi Bassi                                                           | 2 – 3                                                                 | Italia                                                                | UEFA Nations League 2022-2023 - Finale 3º posto                       | Federico Dimarco Davide Frattesi Federico Chiesa                                                                    | Cap: G. Donnarumma                                                    |
| Totale                                                                |                                                                       | Presenze                                                              | 61                                                                    |                                                                       | Reti                                                                  | 123 |                                                                       |

#### Nazionale saudita nel dettaglio
| 2023                  | Arabia Saudita        | Qualificazioni Mondiali 2026 | Risoluzione durante la terza fase | 2  | 2 | 0 | 0 | 100,00& | 6  | 0  | +6 |
| gen.-ott. 2024        | Arabia Saudita        | Qualificazioni Mondiali 2026 | Risoluzione durante la terza fase | 8  | 3 | 3 | 2 | 37,50   | 9  | 7  | +2 |
| gen.-feb. 2024        | Arabia Saudita        | Coppa d'Asia 2023            | Ottavi di finale                  | 4  | 2 | 2 | 0 | 50,00   | 5  | 2  | +3 |
| Dal 2023 al 2024      | Arabia Saudita        | Amichevoli                   |                                   | 7  | 2 | 2 | 3 | 28,57   | 7  | 9  | -2 |
| Totale Arabia Saudita | Totale Arabia Saudita | Totale Arabia Saudita        | Totale Arabia Saudita             | 21 | 9 | 7 | 5 | 42,86   | 27 | 18 | +9 |

#### Panchine da commissario tecnico della nazionale saudita
| Cronologia completa delle presenze e delle reti in nazionale ― Arabia Saudita | Cronologia completa delle presenze e delle reti in nazionale ― Arabia Saudita | Cronologia completa delle presenze e delle reti in nazionale ― Arabia Saudita | Cronologia completa delle presenze e delle reti in nazionale ― Arabia Saudita | Cronologia completa delle presenze e delle reti in nazionale ― Arabia Saudita | Cronologia completa delle presenze e delle reti in nazionale ― Arabia Saudita | Cronologia completa delle presenze e delle reti in nazionale ― Arabia Saudita | Cronologia completa delle presenze e delle reti in nazionale ― Arabia Saudita |
| Data                                                                          | Città                                                                         | In casa                                                                       | Risultato                                                                     | Ospiti                                                                        | Competizione                                                                  | Reti                                                                          | Note                                                                          |
| ----------------------------------------------------------------------------- | ----------------------------------------------------------------------------- | ----------------------------------------------------------------------------- | ----------------------------------------------------------------------------- | ----------------------------------------------------------------------------- | ----------------------------------------------------------------------------- | ----------------------------------------------------------------------------- | ----------------------------------------------------------------------------- |
| 8-9-2023                                                                      | Newcastle upon Tyne                                                           | Arabia Saudita                                                                | 1 – 3                                                                         | Costa Rica                                                                    | Amichevole                                                                    | Ali Al-Bulaihi                                                                | Cap: S. Al-Dawsari                                                            |
| 12-9-2023                                                                     | Newcastle upon Tyne                                                           | Corea del Sud                                                                 | 1 – 0                                                                         | Arabia Saudita                                                                | Amichevole                                                                    | -                                                                             | Cap: S. Al-Dawsari                                                            |
| 13-10-2023                                                                    | Portimão                                                                      | Arabia Saudita                                                                | 2 – 2                                                                         | Nigeria                                                                       | Amichevole                                                                    | Salman Al-Faraj Mohamed Kanno                                                 | Cap: F. Al-Muwallad                                                           |
| 17-10-2023                                                                    | Portimão                                                                      | Arabia Saudita                                                                | 1 – 3                                                                         | Mali                                                                          | Amichevole                                                                    | Salem Al-Dawsari                                                              | Cap: S. Al-Faraj                                                              |
| 16-11-2023                                                                    | Dammam                                                                        | Arabia Saudita                                                                | 4 – 0                                                                         | Pakistan                                                                      | Qual. Mondiali 2026                                                           | Saleh Al-Shehri (2) Abdulrahman Ghareeb Abdullah Radif                        | Cap: M. Al-Owais                                                              |
| 21-11-2023                                                                    | Amman                                                                         | Giordania                                                                     | 0 – 2                                                                         | Arabia Saudita                                                                | Qual. Mondiali 2026                                                           | Saleh Al-Shehri (2)                                                           | Cap: M. Al-Owais                                                              |
| 4-1-2024                                                                      | Al Wakrah                                                                     | Arabia Saudita                                                                | 1 – 0                                                                         | Libano                                                                        | Amichevole                                                                    | Firas Al-Buraikan                                                             | Cap: M. Al-Owais                                                              |
| 9-1-2024                                                                      | Al Wakrah                                                                     | Arabia Saudita                                                                | 0 – 0                                                                         | Palestina                                                                     | Amichevole                                                                    | -                                                                             | Cap: M. Al-Owais                                                              |
| 10-1-2024                                                                     | Al Wakrah                                                                     | Arabia Saudita                                                                | 2 – 0                                                                         | Hong Kong                                                                     | Amichevole                                                                    | Abdulrahman Ghareeb Fawaz Al-Sagour                                           | Cap: M. Al-Owais                                                              |
| 16-1-2024                                                                     | Al Rayyan                                                                     | Arabia Saudita                                                                | 2 – 1                                                                         | Oman                                                                          | Coppa d'Asia 2023 - 1º turno                                                  | Abdulrahman Ghareeb Ali Al-Bulaihi                                            | Cap: S. Al-Dawsari                                                            |
| 21-1-2024                                                                     | Al Rayyan                                                                     | Kirghizistan                                                                  | 0 – 2                                                                         | Arabia Saudita                                                                | Coppa d'Asia 2023 - 1º turno                                                  | Mohamed Kanno Faisal Al-Ghamdi                                                | Cap: S. Al-Dawsari                                                            |
| 25-1-2024                                                                     | Al Rayyan                                                                     | Arabia Saudita                                                                | 0 – 0                                                                         | Thailandia                                                                    | Coppa d'Asia 2023 - 1º turno                                                  | -                                                                             | Cap: S. Al-Dawsari                                                            |
| 30-1-2024                                                                     | Al Rayyan                                                                     | Arabia Saudita                                                                | 1 – 1 dts (2 – 4 dtr)                                                         | Corea del Sud                                                                 | Coppa d'Asia 2023 - Ottavi di finale                                          | Abdullah Radif                                                                | Cap: S. Al-Dawsari                                                            |
| 21-3-2024                                                                     | Riad                                                                          | Arabia Saudita                                                                | 1 – 0                                                                         | Tagikistan                                                                    | Qual. Mondiali 2026                                                           | Salem Al-Dawsari                                                              | Cap:S. Al-Dawsari                                                             |
| 26-3-2024                                                                     | Dušanbe                                                                       | Tagikistan                                                                    | 1 – 1                                                                         | Arabia Saudita                                                                | Qual. Mondiali 2026                                                           | Firas Al-Buraikan                                                             | Cap:S. Al-Dawsari                                                             |
| 6-6-2024                                                                      | Islamabad                                                                     | Pakistan                                                                      | 0 – 3                                                                         | Arabia Saudita                                                                | Qual. Mondiali 2026                                                           | Firas Al-Buraikan (2) Musab Al-Juwayr                                         | Cap:S. Al-Dawsari                                                             |
| 11-6-2024                                                                     | Riad                                                                          | Arabia Saudita                                                                | 1 – 2                                                                         | Giordania                                                                     | Qual. Mondiali 2026                                                           | Ali Lajami                                                                    | Cap: S. Al-Dawsari                                                            |
| 5-9-2024                                                                      | Gedda                                                                         | Arabia Saudita                                                                | 1 – 1                                                                         | Indonesia                                                                     | Qual. Mondiali 2026                                                           | Musab Al-Juwayr                                                               | Cap: S. Al-Dawsari                                                            |
| 10-9-2024                                                                     | Dalian                                                                        | Cina                                                                          | 1 – 2                                                                         | Arabia Saudita                                                                | Qual. Mondiali 2026                                                           | Hassan Kadesh (2)                                                             | Cap: S. Al-Dawsari                                                            |
| 10-10-2024                                                                    | Gedda                                                                         | Arabia Saudita                                                                | 0 – 2                                                                         | Giappone                                                                      | Qual. Mondiali 2026                                                           | -                                                                             | Cap: S. Al-Dawsari                                                            |
| 15-10-2024                                                                    | Gedda                                                                         | Arabia Saudita                                                                | 0 – 0                                                                         | Bahrein                                                                       | Qual. Mondiali 2026                                                           | -                                                                             | Cap: S. Al-Dawsari                                                            |
| Totale                                                                        |                                                                               | Presenze                                                                      | 21                                                                            |                                                                               | Reti                                                                          | 27                                                                            |                                                                               |

## Palmarès

### Giocatore

#### Club

##### Competizioni nazionali

Mancini e Loris Pradella festeggiano il successo della Sampdoria nella Coppa Italia 1988-1989

- Coppa Italia: 6  (record condiviso con Gianluigi Buffon)

Sampdoria: 1984-1985, 1987-1988, 1988-1989, 1993-1994
Lazio: 1997-1998, 1999-2000
- Campionato italiano: 2

Sampdoria: 1990-1991
Lazio: 1999-2000
- Supercoppa italiana: 2

Sampdoria: 1991
Lazio: 1998

##### Competizioni internazionali
- Coppa delle Coppe: 2

Sampdoria: 1989-1990
Lazio: 1998-1999
- Supercoppa UEFA: 1

Lazio: 1999

#### Nazionale
- Campionato mondiale militare di calcio: 1

Caserta 1989

#### Individuale
- Guerin d'oro della rivista Guerin Sportivo: 2

1987-1988, 1990-1991
- Premio Nazionale Ciminiera d'Argento
- Oscar del calcio AIC: 2

Miglior italiano: 1997
Migliore assoluto: 1997

### Allenatore

#### Club
- Campionato italiano: 3

Inter: 2005-2006, 2006-2007, 2007-2008
- Coppa Italia: 4

Fiorentina: 2000-2001
Lazio: 2003-2004
Inter: 2004-2005, 2005-2006
- Supercoppa italiana: 2

Inter: 2005, 2006
- Campionato inglese: 1

Manchester City: 2011-2012
- Coppa d'Inghilterra: 1

Manchester City: 2010-2011
- Community Shield: 1

Manchester City: 2012
- Coppa di Turchia: 1

Galatasaray: 2013-2014

#### Nazionale
- Campionato d'Europa: 1

Italia: Europa 2020

#### Individuale
- L'allenatore dei sogni: 1

2003
- Timone d'oro: 1

2003
- Panchina d'oro: 1

2007-2008
- Trofeo Maestrelli: 1

2008
- Hall of Fame del calcio italiano nella categoria Allenatore italiano (2015)
- Inserito tra le “Leggende del calcio” del Golden Foot

2017
- Premio Sportilia: 1

2018
- Premio Nazionale Enzo Bearzot: 1

2019
- Gazzetta Sports Awards: 2

Categoria Uomo dell'anno in ambito italiano 2019
Categoria Allenatori 2019
- Commissario tecnico dell'anno IFFHS: 1

2021
- Premio Bulgarelli Number 8: 2

Miglior allenatore: 2020-2021, 2021-2022
- Globe Soccer Awards: 1

Miglior allenatore dell'anno: 2021
- Allenatore dell'anno World Soccer: 1

2021